# Campionato mondiale di Formula 1 1981

Nelson Piquet si aggiudicò il primo dei suoi tre titoli dopo un lungo duello con Carlos Reutemann.

Il campionato mondiale di Formula 1 1981 organizzato dalla FIA è stato, nella storia della categoria, il 32° ad assegnare il campionato piloti e il 24° ad assegnare il campionato costruttori. È iniziato il 15 marzo e terminato il 17 ottobre, dopo 15 gare, una in più della stagione precedente. Il titolo dei piloti è andato per la prima volta a Nelson Piquet e il titolo costruttori per la seconda volta, tra l'altro consecutiva, alla Williams-Ford Cosworth.
Da questa stagione il campionato venne ufficialmente denominato FIA Formula 1 World Championship, e così anche il titolo piloti divenne FIA Formula 1 World Championship for Drivers e quello per i costruttori FIA Formula 1 World Championship for Constructors.

## La pre-stagione

### Il calendario
Nell'aprile 1980 la FISA aveva diramato un primo calendario con 15 prove, riconfermando tutte le gare previste per il 1980, tranne la tappa a Las Vegas, che non era stata però disputata. L'inizio era posto l'8 febbraio in Argentina, e la fine con la gara di Watkins Glen il 3 ottobre.
Una seconda versione del calendario venne presentata nell'ottobre 1980: prevedeva sempre 15 gare, con esordio il 25 gennaio, con il Gran Premio d'Argentina, e il termine il 4 ottobre, con una gara a Watkins Glen. La gara del Brasile veniva portata a marzo, mentre il Gran Premio del Sudafrica rimaneva in dubbio. A seguito dell'incertezza che gravava sul campionato la FISA chiese agli organizzatori del Gran Premio d'Argentina di far slittare la loro gara al 22 febbraio. Il 19 dicembre venne così redatto un nuovo calendario, che prevedeva la prima prova il 22 febbraio in Argentina, e che escludeva il Gran Premio del Brasile e quello d'Austria, che non avevano dei circuiti considerati adeguati. Vi erano inoltre dei problemi con la data del Gran Premio del Canada, per la contemporaneità con la finale del campionato canadese di baseball. Venne inserito, solo come prova di riserva, il Gran Premio di San Marino, per il 3 maggio. Il 13 gennaio venne nuovamente cambiata la data del Gran Premio d'Argentina, posticipato al 26 aprile.
La riunione dei costruttori a Modena del 19 gennaio congelò di fatto il calendario, a causa delle diatribe che si erano verificate tra FOCA e FISA; venne decisa però l'effettuazione di due gare in Italia, con l'entrata ufficiale in calendario del GP di San Marino, a Imola, per il 3 maggio. La nuova bozza elaborata dai costruttori prevedeva ora l'esordio il 15 marzo a Long Beach, lo spostamento al 10 ottobre del Gran Premio del Sudafrica, e la soppressione della trasferta a Watkins Glen.
La FISA rese noto il 30 gennaio, un ennesimo calendario, in cui non era ancora inserito il GP di San Marino, mentre veniva escluso d'autorità il GP del Sudafrica, ma reinserito il gran premio al Glen. La validità del GP di San Marino venne confermata dalla FISA il 6 febbraio.
Il 7 maggio la federazione depennò definitivamente dal calendario mondiale il Gran Premio degli Stati Uniti d'America-Est, che si sarebbe dovuto disputare il 4 ottobre a Watkins Glen. La cancellazione fu dovuta al mancato versamento degli organizzatori di quanto pattuito alle scuderie per l'edizione del 1980, circa 800.000 dollari. La Formula 1 non è mai più tornata su quel tracciato statunitense. Al fine di sostituire la gara saltata da disputarsi al Glen, la Commissione della Formula 1 propose di tenere, il 17 ottobre, una gara a Las Vegas, su un tracciato da costruire nei pressi dell'Hotel Caesars Palace. Ad agosto la proposta ottenne il via libera di FIA e FOCA.
Di fatto, visti gli eventi del GP del Sudafrica, la stagione iniziò ufficialmente appena a marzo, cosa che non succedeva dal 1971.
| Gara | Nome ufficiale del gran premio        | Circuito                                   | Sede                       | Data         | Ora locale | Ora locale | Ora locale | Diretta TV              |
| Gara | Nome ufficiale del gran premio        | Circuito                                   | Sede                       | Data         | Locale     | UTC        | ITA        | Diretta TV              |
| ---- | ------------------------------------- | ------------------------------------------ | -------------------------- | ------------ | ---------- | ---------- | ---------- | ----------------------- |
| 1    | Toyota United States Grand Prix West  | Circuito di Long Beach                     | Long Beach                 | 15 marzo     | 14:00      | 22:00      | 23:00      | Rete 1                  |
| 2    | Grande Prêmio do Brasil               | Circuito di Jacarepaguá                    | Rio de Janeiro             | 29 marzo     | 13:00      | 16:00      | 17:00      | Rete 2                  |
| 3    | Gran Premio de la Republica Argentina | Autódromo Municipal Ciudad de Buenos Aires | Buenos Aires               | 12 aprile    | 13:00      | 16:00      | 17:00      | Rete 2                  |
| 4    | Gran Premio di San Marino             | Autodromo Dino Ferrari                     | Imola                      | 3 maggio     | 15:00      | 13:00      | 15:00      | Rete 2                  |
| 5    | Grote Prijs van Belgie                | Circuito Terlaemen di Zolder               | Heusden-Zolder             | 17 maggio    | 15:00      | 13:00      | 15:00      | Rete 2                  |
| 6    | Grand Prix Automobile de Monaco       | Circuito di Monte Carlo                    | Monaco                     | 31 maggio    | 15:30      | 13:30      | 15:30      | Rete 2 / Telemontecarlo |
| 7    | Gran Premio Talbot de España          | Circuito permanente del Jarama             | San Sebastián de los Reyes | 21 giugno    | 15:00      | 13:00      | 15:00      | Rete 2                  |
| 8    | Grand Prix de France                  | Circuito di Digione-Prenois                | Prenois                    | 5 luglio     | 13:00      | 11:00      | 13:00      | Rete 2                  |
| 9    | Marlboro British Grand Prix           | Circuito di Silverstone                    | Silverstone                | 18 luglio    | 15:00      | 13:00      | 15:00      | Rete 2                  |
| 10   | Großer Preis von Deutschland          | Hockenheimring                             | Hockenheim                 | 2 agosto     | 15:00      | 13:00      | 15:00      | Rete 2                  |
| 11   | Großer Preis von Österreich           | Österreichring                             | Spielberg bei Knittelfeld  | 16 agosto    | 15:00      | 13:00      | 15:00      | Rete 2                  |
| 12   | Grote Prijs van Nederland             | Zandvoort Park                             | Zandvoort                  | 30 agosto    | 15:00      | 13:00      | 15:00      | Rete 2                  |
| 13   | Gran Premio d'Italia                  | Autodromo nazionale di Monza               | Monza                      | 13 settembre | 15:30      | 13:30      | 15:30      | Rete 2                  |
| 14   | Grand Prix Labatt du Canada           | Circuit de l'île Notre-Dame                | Montréal                   | 27 settembre | 15:35      | 19:35      | 20:35      | Rete 2                  |
| 15   | Caesars Palace Grand Prix             | Circuito del Caesars Palace                | Las Vegas                  | 17 ottobre   | 13:30      | 21:30      | 22:30      | Rete 2 / Telemontecarlo |

### Accordi e fornitori
A seguito delle decisioni del Consiglio Mondiale della Federazione Internazionale dell'Automobile di Rio de Janeiro del 15 aprile 1980, dal 1º gennaio 1981 vi fu una ridenominazione del campionato che diventò ufficialmente il FIA Formula 1 World Championship. In tale modo venivano ridefiniti anche i nomi dei titoli per i piloti e per i costruttori: il vecchio  World Championship for Drivers diventava FIA Formula 1 World Championship for Drivers e la International Cup for F1 Constructors il FIA Formula 1 World Championship for Constructors.
La casa francese Matra rientrò nel mondiale come fornitrice dei motori alla Ligier, sulla base dell'accordo firmato tra la scuderia e la Talbot. La Matra, che mancava dalla stagione 1978, aveva già fornito i suoi propulsori alla Ligier tra il 1976 e il 1978, ottenendo anche una vittoria, nel Gran Premio di Svezia 1977, con Jacques Laffite al volante.
La situazione dei propulsori per le altre scuderie invece non mutò. Tranne Ferrari, Alfa Romeo e Renault, che costruivano in proprio i motori, tutte le scuderie esistenti utilizzarono i Ford Cosworth DFV, anche se la Brabham testò durante l'inverno anche un motore BMW. L'unica novità fu l'esordio per la casa britannica Brian Hart Ltd. che fornì di un motore turbo la scuderia Toleman, esordiente a sua volta.
La Goodyear, fornitrice degli pneumatici per tutte le scuderie (ad eccezione di Ferrari e Renault) decise, in seguito alle incertezze sul campionato, di abbandonare il mondiale. La casa statunitense aveva esordito nel 1964 e da quel momento era stata sempre presente. La sua concorrente, la Michelin, divenne così l'unica fornitrice di gomme, almeno per i primi tre gran premi, in attesa del ritorno della Pirelli e dell'arrivo della Avon. Al Gran Premio di San Marino, quarta prova stagionale, la Toleman riportò in F1 Pirelli; la casa milanese mancava nella massima formula dal Gran Premio del Marocco 1958, in cui aveva rifornito la Maserati. La Pirelli aveva già vinto 40 gran premi iridati, tra il 1950 e il 1957.
Un altro gommista fece il suo ritorno in F1, nella stessa gara: la britannica Avon, che forniva la Fittipaldi. La Avon aveva già disputato alcune gare negli anni cinquanta; l'ultima sua apparizione risaliva al Gran Premio d'Italia 1959, con l'Aston Martin. Nella gara seguente, in Gran Premio di Spagna la Fittipaldi tornò a utilizzare gomme Michelin.
Dal Gran Premio di Francia la Goodyear fece il suo ritorno in Formula 1, fornendo gli pneumatici a Williams e Brabham. Ciò portò però a dei problemi per l'impossibilità della Michelin di fornire alle scuderie a lei clienti (in pratica tutte, tranne la Toleman, che si appoggiava alla Pirelli) medesime gomme. La casa francese rifornì le coperture migliori alle case ufficiali (Ferrari, Renault, Talbot-Ligier e Alfa Romeo) e a McLaren, Lotus e Arrows. Alle altre venne garantita una fornitura ridotta. L'ATS, la March e la Theodore passarono così alla Avon, che aveva già fornito la Fittipaldi nei gran premio di San Marino, del Belgio e di Monaco. Dal GP di Silverstone l'Arrows, dopo l'abbandono dell'impegno da parte della Michelin di fornirgli le gomme migliori, si affidò agli pneuamtici Pirelli, che già equipaggiavano la Toleman. Riccardo Patrese ottenne il record sul giro, in un test organizzato a Donington Park, pochi giorni prima del Gran Premio. Anche la Lotus abbandonò le coperture francesi, per tornare con la Goodyear, mentre l'Ensign passò all'Avon. Dal Gran Premio di Germania la Tyrrell passò anch'essa all'Avon. Da quello d'Olanda la Fittipaldi passò alle Pirelli.
L'azienda italiana produttrice di elettrodomestici Candy abbandonò la sponsorizzazione della Tyrrell e passò a sostenere la neoentrante Toleman.

## Scuderie e piloti

### Scuderie

Derek Warwick a Imola con la scuderia britannica Toleman. Il team, dopo aver dominato la F2 nel 1980, entrò in F1 nel 1981 con pneumatici Pirelli.

Due scuderie ritornarono nel campionato mondiale: la March, che aveva già partecipato al campionato mondiale di F1 tra il 1970 e il 1978 (conquistando anche 3 vittorie e 5 pole position), e la Theodore Racing: la scuderia di Hong Kong aveva esordito nel 1977 con una Ensign privata, per poi passare a costruire una monoposto nel 1978, alternandola all'uso di una Wolf. La Theodore era poi rientrata nel 1980, acquistando la Shadow, ma ritirandosi dopo il Gran Premio di Francia.
La stagione vide l'esordio della scuderia britannica Toleman, proveniente dalla Formula 2, ove si era aggiudicata nel 1980 i primi due posti nella classifica piloti, con Brian Henton e Derek Warwick. La casa fece la sua prima apparizione nel GP di S. Marino.
Nel 1980 venne comunicato che il 70% delle azioni della Ligier era stato acquistato dalla Talbot. La casa francese aveva, già nel corso della prima parte del 1980, annunciato la sua volontà di entrare nella massima formula. La situazione divenne però intricata quando, nel dicembre 1980, la Talbot venne integrata all'interno del gruppo Peugeot; la casa francese infatti si riservò la decisione se proseguire o meno nell'impegno in F1. Il 14 gennaio 1981 vi fu l'accordo definitivo tra Guy Ligier e la Peugeot: il 50% delle azioni rimaneva a Ligier, il 49% passava alla Peugeot e l'1% veniva ceduto alla Matra, la nuova fornitrice dei motori. La Talbot, col nome di Talbot-Lago, aveva già preso parte a due edizioni del campionato mondiale di F1, nel 1950 e 1951. In 13 gran premi iridati la casa francese aveva ottenuto come miglior piazzamento due terzi posti.
Anche la McLaren cambiò assetto azionario. Grazie alla spinta dello sponsor Philip Morris e del suo dirigente John Hogan, la scuderia britannica si fuse con il Project Four, team di Formula 2, guidato da Ron Dennis.
Vi furono delle difficoltà per l'Ensign che venne anche posta in liquidazione nel dicembre 1980. La scuderia però venne acquistata da un socio del patron Mo Nunn e poté continuare a competere.
La Lotus saltò la gara di Imola: la bocciatura della Lotus 88 aveva lasciato la scuderia inglese senza vetture disponibili per la gara.
In questa stagione non si presentò al via nessuna scuderia "privata", ossia utilizzante vetture acquistate da qualche costruttore. L'unica eccezione fu nel Gran Premio di Spagna, ove il pilota spagnolo Emilio de Villota si era iscritto con una Williams FW07 del team Equipo Banco Occidental. Il Patto della Concordia fissava in 30 il numero di vetture che potevano essere iscritte a un gran premio: 12 su richiesta della FISA e 18 della FOCA. La scuderia privata di de Villota non faceva parte di nessuno dei due schieramenti. Al giovedì sera l'ATS non presentò, per un ritardo del manager, il documento di licenza necessario per poter partecipare alla gara. Il Real Automóvil Club de España (RACE) estromise la scuderia tedesca e al suo posto fece partecipare alla prove libere del venerdì la vettura di de Villota (che compì un solo giro prima che il motore esplodesse). Alle 13 del venerdì la FISA informò il RACE che, qualora de Villota avesse partecipato alle qualifiche, il gran premio avrebbe violato il Patto della Concordia e non sarebbe stato considerato valido per il campionato mondiale. Gli organizzatori spagnoli decisero così di escludere de Villota e riammettere l'ATS.
Al Gran Premio d'Austria non partecipò la Fittipaldi: la scuderia brasiliana lamentava l'indisponibilità di motori e si trovava in una cattiva situazione finanziaria. Rientrò nel GP successivo, in Olanda. Prima del Gran Premio d'Italia la scuderia brasiliana confermò la sua presenza negli ultimi due gran premi stagionali, da correre in America del Nord.

### Piloti

Mario Andretti, abbandonò la Lotus, con la quale aveva vinto il titolo 1978, per approdare in Alfa Romeo.

La Williams confermò la coppia di piloti (Alan Jones-Carlos Reutemann), con la quale si era aggiudicata la Coppa Costruttori 1980. Anche la Brabham confermò la coppia di piloti dell'anno precedente ma, nella prima gara, il Gp del Sudafrica, prova non valida per il mondiale, il team inglese schierò nuovamente Ricardo Zunino, pilota argentino che aveva corso con la scuderia di Bernie Ecclestone i primi sette gran premi della stagione precedente, al posto di Héctor Rebaque, colpito da epatite virale.
La stessa Ligier confermò inizialmente la sua coppia di piloti ma, il giorno dopo il Gran Premio d'Italia 1980, Didier Pironi annunciò il suo passaggio in Ferrari, ove sostituì Jody Scheckter, che si era ritirato dalle competizioni. La casa francese completò così la coppia piloti affiancando a Jacques Laffite l'altro transalpino Jean-Pierre Jabouille, che ruppe l'accordo con la Renault e passò all'altra scuderia francese, la Ligier. Per questa scuderia si fecero anche i nomi di altri due piloti francesi come Jean-Pierre Jarier e Alain Prost, ma venne a lei avvicinato anche Scheckter, che però non recedette dal suo intento di abbandonare le competizioni. La Renault decise per Alain Prost, che nel 1980 aveva fatto il suo esordio in F1 con la McLaren. Per il gran premio di Long Beach però la Ligier schierò Jean-Pierre Jarier, visto il perdurare dell'indisponibilità di Jabouille.
Eddie Cheever, dopo una stagione all'Osella, passò in Tyrrell. La casa torinese offrì così un volante a Beppe Gabbiani, che aveva tentato, senza successo, di qualificarsi a due gran premi nella parte finale della stagione 1978, con una Surtees. In questa stagione l'Osella decise di schierare due vetture, e affidò l'altra monoposto all'argentino esordiente Miguel Ángel Guerra. La Tyrrell rivoluzionò la sua coppia di piloti: oltre a Cheever, ingaggiò Kevin Cogan, pilota statunitense che si non si era qualificato, con una Williams del team RAM, nel Gran Premio del Canada 1980. La rientrante Theodore Racing iscrisse Patrick Tambay, già impiegato dalla scuderia nel 1977.

Slim Borgudd, già batterista per diversi lavori degli ABBA, divenne pilota dell'ATS dal GP di Imola.

Il 30 gennaio Emerson Fittipaldi, pilota brasiliano, campione del mondo nelle stagioni 1972 e 1974, con 145 gran premi iridati disputati, 14 vittorie, 6 pole position, 6 giri veloci e 35 podi, annunciò il suo ritiro dalla Formula 1. Fittipaldi rimase come direttore sportivo della scuderia omonima. La scuderia affiancò al confermato Keke Rosberg l'esordiente brasiliano Chico Serra. La rientrante March si affidò a Derek Daly, impegnato nel 1980 con la Tyrrell, e al cileno, anche lui all'esordio nel mondiale, Eliseo Salazar. Salazar fu l'unico pilota dal suo Paese a prendere parte a un mondiale di F1.
L'Arrows, dopo alcuni tentennamenti, confermò Riccardo Patrese, e iscrisse, sull'altra vettura, il riminese Siegfried Stohr, reduce da una stagione in F2. Mario Andretti abbandonò la Lotus per approdare in Alfa Romeo, da cui partì Andrea De Cesaris, che passò alla McLaren. Ensign e ATS si scambiarono i piloti: Jan Lammers tornò alla scuderia tedesca mentre Marc Surer passò all'Ensign. Quest'ultima, inizialmente, aveva fatto firmare il pilota colombiano Ricardo Londoño, che però era sprovvisto di licenza per correre in F1. Nella sua analoga situazione si trovavano anche Kevin Cogan, Siegfried Stohr, Eliseo Salazar e Miguel Ángel Guerra. Questi piloti però presero parte regolarmente al campionato dalla gara di Long Beach, anche se Jean-Marie Balestre, capo della FISA, minacciò di prendere severi provvedimenti. La Lotus, infine, affiancò a Elio De Angelis il britannico Nigel Mansell, già impegnato in alcune prove della stagione 1980.
Dal Gran Premio del Brasile alla Tyrrell l'argentino Ricardo Zunino sostituì Kevin Cogan. Zunino, che aveva corso la prima parte della stagione 1980 con la Brabham, sempre col team di Bernie Ecclestone aveva disputato il GP del Sudafrica, prova non valida per il campionato, corsa a febbraio. La Ligier rimise al volante il titolare Jean-Pierre Jabouille al posto del suo sostituto, Jean-Pierre Jarier. La casa francese però fece testare nelle libere tutti e tre i suoi piloti (compreso l'altro titolare Jacques Laffite). Jarier si comportò meglio del rientrante Jabouille e venne così confermato per il gran premio. L'Ensign fece provare il colombiano Ricardo Londoño: la FISA vietò però al pilota di correre le qualifiche, per l'assenza della Superlicenza. Al suo posto il team britannico proseguì a far correre Marc Surer. La presenza del colombiano, che sarebbe stato il primo pilota della sua Nazione a correre nel mondiale di F1, era stata contestata dagli altri piloti, a causa della sua scarsa esperienza.
La FISA rese noto, ad aprile, l'elenco dei piloti dotati di Superlicenza, quindi ammessi a correre in F1. Erano 86, provenienti da 18 nazioni.
Dal Gran Premio d'Argentina Jean-Pierre Jabouille tornò titolare alla Ligier. Nel Gran Premio di San Marino vi fu l'esordio per il pilota milanese Michele Alboreto, iscritto dalla Tyrrell, al posto di Ricardo Zunino. Alboreto aveva vinto nel 1980 il Campionato europeo di F3. L'altra novità riguardò l'impiego, da parte dell'ATS di una seconda vettura, affidata allo svedese Slim Borgudd. Prima di diventare pilota automobilistico, Borgudd era stato un affermato batterista jazz-rock, che suonò in diversi gruppi locali e fu anche session-man per diversi lavori degli ABBA, il cui nome apparve sulla monoposto tedesca quale sponsor. Lo svedese aveva una certa esperienza nei campionati di Formula 3. La casa tedesca era stata sul punto anche di sostituire Jan Lammers con Jean-Pierre Jarier, ormai liberato dalla Ligier, ma successivamente confermò Lammers.
Per il Gp di Zolder l'Osella decise di sostituire l'infortunato Guerra con Giorgio Francia, che aveva già tentato, senza successo, di qualificarsi nel Gran Premio d'Italia 1977 con la Brabham; la FISA però negò la Superlicenza al pilota milanese; la scuderia piemontese lo sostituì con l'esordiente Piercarlo Ghinzani, pilota con una certa esperienza nel Campionato del mondo sportprototipi. All'ATS Jan Lammers venne sostituito da Manfred Winkelhock, impegnato però, durante il weekend, in un'altra gara.
Nel Gran Premio di Spagna Giorgio Francia, ottenuta la Superlicenza, sostituì Piercarlo Ghinzani all'Osella. Francia aveva disputato in Formula 1 solo le prove del Gran Premio d'Italia 1977, con una Brabham, senza qualificarsi. Eliseo Salazar abbandonò la March, che così iscrisse il solo Derek Daly, e venne ingaggiato dall'Ensign, che non finalizzò l'accordo con Ricardo Zunino.
Prima del GP di Francia Jean-Pierre Jabouille (che aveva vinto proprio l'edizione 1979) abbandonò definitivamente la massima formula e venne sostituito da Patrick Tambay alla Ligier. Jabouille era stato vittima di un incidente nel corso del Gran Premio del Canada 1980, e pur partecipando a qualche gara nel 1981, non era riuscito a riprendere totale confidenza con la Formula 1. Tambay, che fino a quel momento aveva corso per la Theodore, venne sostituito da Marc Surer, che a sua volta, aveva disputato i primi sette gran premi stagionali con la Ensign. L'Osella portò il solo Beppe Gabbiani, visto il perdurare dell'indisponibilità di Miguel Ángel Guerra.
A Silverstone sulla seconda March venne iscritto Stefan Johansson, pilota svedese che aveva tentato di qualificarsi, senza successo, in due gran premi nel 1980, con la Shadow. Il britannico Geoff Lees trovò un ingaggio alla Theodore, che iscrisse così due vetture. Lees mancava nel mondiale dal Gran Premio degli Stati Uniti d'America-Est 1980, in cui non si era qualificato al volante di una Williams del team RAM. In effetti né Johansson né Lees presero parte all'evento. All'Osella arrivò invece Jean-Pierre Jarier, pilota francese che aveva corso i primi due gran premi stagionali con la Ligier. Dal successivo gran premio sia March che Theodore iscrissero nuovamente una solo monoposto.
Per il Gran Premio d'Austria la Toleman tentò, senza successo, di convincere Niki Lauda a tornare a correre, offrendo una propria vettura. Nel Gran Premio d'Italia si prospettò l'impiego alla Fittipaldi di Johnny Cecotto, pilota venezuelano, che aveva vinto due titoli nel motomondiale e che era da poco passato all'automobilismo. Cecotto avrebbe dovuto prendere il posto di Keke Rosberg, vicino al passaggio all'ATS. L'Alfa Romeo iscrisse una terza vettura per Mauro Baldi, che però non prese parte all'evento.
Negli ultimi due appuntamenti stagionali l'Arrows sostituì Siegfried Stohr con il fratello di Gilles Villeneuve, Jacques. Quest'ultimo, all'esordio nella massima formula, aveva vinto nel 1980 la Formula Atlantic, ed era in testa al campionato anche per il 1981. L'ultima coppia di fratelli ad aver corso in Formula 1 erano stati Ian e Jody Scheckter nel Gran Premio del Canada 1977.

### Tabella riassuntiva
I seguenti piloti e costruttori presero parte al campionato del mondo di Formula 1 nella stagione 1981.
| Team                                                  | Costruttore | Telai          | Motore              | Gomme | No    | Piloti                 |
| ----------------------------------------------------- | ----------- | -------------- | ------------------- | ----- | ----- | ---------------------- |
| Albilad Williams Racing Team TAG Williams Racing Team | Williams    | FW07C          | Cosworth DFV V8 3.0 | M G   | 1     | Alan Jones             |
| Albilad Williams Racing Team TAG Williams Racing Team | Williams    | FW07C          | Cosworth DFV V8 3.0 | M G   | 2     | Carlos Reutemann       |
| Tyrrell Racing Team                                   | Tyrrell     | 010 011        | Cosworth DFV V8 3.0 | M A   | 3     | Eddie Cheever          |
| Tyrrell Racing Team                                   | Tyrrell     | 010 011        | Cosworth DFV V8 3.0 | M A   | 4     | Kevin Cogan            |
| Tyrrell Racing Team                                   | Tyrrell     | 010 011        | Cosworth DFV V8 3.0 | M A   | 4     | Ricardo Zunino         |
| Tyrrell Racing Team                                   | Tyrrell     | 010 011        | Cosworth DFV V8 3.0 | M A   | 4     | Michele Alboreto       |
| Parmalat Racing Team                                  | Brabham     | BT49C BT50     | Cosworth DFV V8 3.0 | M G   | 5     | Nelson Piquet          |
| Parmalat Racing Team                                  | Brabham     | BT49C BT50     | Cosworth DFV V8 3.0 | M G   | 6     | Héctor Rebaque         |
| Marlboro McLaren International                        | McLaren     | M29F MP4/1     | Cosworth DFV V8 3.0 | M     | 7     | John Watson            |
| Marlboro McLaren International                        | McLaren     | M29F MP4/1     | Cosworth DFV V8 3.0 | M     | 8     | Andrea De Cesaris      |
| Team ATS                                              | ATS         | D4 D5          | Cosworth DFV V8 3.0 | M A   | 9     | Jan Lammers            |
| Team ATS                                              | ATS         | D4 D5          | Cosworth DFV V8 3.0 | M A   | 9     | Slim Borgudd           |
| Team ATS                                              | ATS         | D4 D5          | Cosworth DFV V8 3.0 | M A   | 10    | Slim Borgudd           |
| Essex Lotus Team / John Player Team Lotus             | Lotus       | 81B 88 87      | Cosworth DFV V8 3.0 | M G   | 12    | Nigel Mansell          |
| Essex Lotus Team / John Player Team Lotus             | Lotus       | 81B 88 87      | Cosworth DFV V8 3.0 | M G   | 11    | Elio De Angelis        |
| Ensign Racing                                         | Ensign      | MN180B         | Cosworth DFV V8 3.0 | M A   | 14    | Marc Surer             |
| Ensign Racing                                         | Ensign      | MN180B         | Cosworth DFV V8 3.0 | M A   | 14    | Ricardo Londoño        |
| Ensign Racing                                         | Ensign      | MN180B         | Cosworth DFV V8 3.0 | M A   | 14    | Eliseo Salazar         |
| Equipe Renault ELF                                    | Renault     | RE20B RE30     | Renault             | M     | 15    | Alain Prost            |
| Equipe Renault ELF                                    | Renault     | RE20B RE30     | Renault             | M     | 16    | René Arnoux            |
| March Grand Prix Team                                 | March       | 811            | Cosworth DFV V8 3.0 | M A   | 17/18 | Derek Daly             |
| March Grand Prix Team                                 | March       | 811            | Cosworth DFV V8 3.0 | M A   | 17/18 | Eliseo Salazar         |
| March Grand Prix Team                                 | March       | 811            | Cosworth DFV V8 3.0 | M A   | 18    | Stefan Johansson       |
| Fittipaldi Automotive                                 | Fittipaldi  | F8C            | Cosworth DFV V8 3.0 | M A P | 20    | Keke Rosberg           |
| Fittipaldi Automotive                                 | Fittipaldi  | F8C            | Cosworth DFV V8 3.0 | M A P | 21    | Chico Serra            |
| Marlboro Team Alfa Romeo                              | Alfa Romeo  | 179B 179C 179D | Alfa Romeo          | M     | 22    | Mario Andretti         |
| Marlboro Team Alfa Romeo                              | Alfa Romeo  | 179B 179C 179D | Alfa Romeo          | M     | 23    | Bruno Giacomelli       |
| Marlboro Team Alfa Romeo                              | Alfa Romeo  | 179B 179C 179D | Alfa Romeo          | M     | 24    | Mauro Baldi            |
| Equipe Talbot Gitanes                                 | Ligier      | JS17           | Matra               | M     | 25    | Jean-Pierre Jarier     |
| Equipe Talbot Gitanes                                 | Ligier      | JS17           | Matra               | M     | 25    | Jean-Pierre Jabouille  |
| Equipe Talbot Gitanes                                 | Ligier      | JS17           | Matra               | M     | 25    | Patrick Tambay         |
| Equipe Talbot Gitanes                                 | Ligier      | JS17           | Matra               | M     | 26    | Jacques Laffite        |
| Scuderia Ferrari SEFAC SpA                            | Ferrari     | 126CK          | Ferrari             | M     | 27    | Gilles Villeneuve      |
| Scuderia Ferrari SEFAC SpA                            | Ferrari     | 126CK          | Ferrari             | M     | 28    | Didier Pironi          |
| Ragno Arrows Racing Team                              | Arrows      | A3             | Cosworth DFV V8 3.0 | M P   | 29    | Riccardo Patrese       |
| Ragno Arrows Racing Team                              | Arrows      | A3             | Cosworth DFV V8 3.0 | M P   | 30    | Siegfried Stohr        |
| Ragno Arrows Racing Team                              | Arrows      | A3             | Cosworth DFV V8 3.0 | M P   | 30    | Jacques Villeneuve Sr. |
| Osella Squadra Corse                                  | Osella      | FA1/B FA1/C    | Cosworth DFV V8 3.0 | M     | 31    | Miguel Ángel Guerra    |
| Osella Squadra Corse                                  | Osella      | FA1/B FA1/C    | Cosworth DFV V8 3.0 | M     | 31    | Piercarlo Ghinzani     |
| Osella Squadra Corse                                  | Osella      | FA1/B FA1/C    | Cosworth DFV V8 3.0 | M     | 31    | Beppe Gabbiani         |
| Osella Squadra Corse                                  | Osella      | FA1/B FA1/C    | Cosworth DFV V8 3.0 | M     | 32    | Beppe Gabbiani         |
| Osella Squadra Corse                                  | Osella      | FA1/B FA1/C    | Cosworth DFV V8 3.0 | M     | 32    | Piercarlo Ghinzani     |
| Osella Squadra Corse                                  | Osella      | FA1/B FA1/C    | Cosworth DFV V8 3.0 | M     | 32    | Giorgio Francia        |
| Osella Squadra Corse                                  | Osella      | FA1/B FA1/C    | Cosworth DFV V8 3.0 | M     | 32    | Miguel Ángel Guerra    |
| Osella Squadra Corse                                  | Osella      | FA1/B FA1/C    | Cosworth DFV V8 3.0 | M     | 32    | Jean-Pierre Jarier     |
| Theodore Racing                                       | Theodore    | TY01           | Cosworth DFV V8 3.0 | M A   | 33    | Patrick Tambay         |
| Theodore Racing                                       | Theodore    | TY01           | Cosworth DFV V8 3.0 | M A   | 33    | Marc Surer             |
| Theodore Racing                                       | Theodore    | TY01           | Cosworth DFV V8 3.0 | M A   | 34    | Geoff Lees             |
| Candy Toleman Motorsport                              | Toleman     | TG181          | Hart                | P     | 35    | Brian Henton           |
| Candy Toleman Motorsport                              | Toleman     | TG181          | Hart                | P     | 36    | Derek Warwick          |
| Equipo Banco Occidental                               | Williams    | FW07           | Cosworth DFV V8 3.0 | M     | 37    | Emilio de Villota      |

## Circuiti e gare

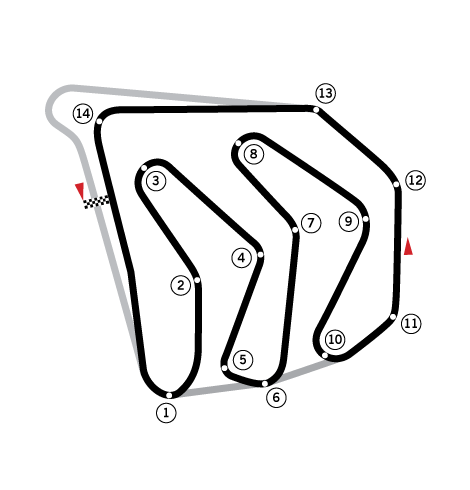
Il Circuito del Caesars Palace ospitò l'ultima, e decisiva, gara del mondiale. Per la prima volta in calendario, la gara ottenne il Race Promoters' Trophy, premio quale gran premio meglio organizzato della stagione.

Il Gran Premio d'Italia cambiò pista, ritornando alla classica sede di Monza. Il Circuito di Imola non uscì però dal calendario, ma ospitò la prima edizione del Gran Premio di San Marino. L'Italia si trovò così a ospitare due gran premi iridati nello stesso anno, come era già accaduto nel 1957 quando, assieme al gran premio nazionale, era stato aggiunto al calendario mondiale anche il Gran Premio di Pescara.
Il Gran Premio del Brasile abbandonò San Paolo e il tracciato di Interlagos per approdare, come già fatto nel 1978, a Rio de Janeiro, sul Circuito di Jacarepaguá. Il Gran Premio di Francia, nella sua solita alternanza, tornò sul Circuito di Digione-Prenois, che aveva ospitato la gara anche nel 1974, 1977 e 1979. Stesso discorso per il Gran Premio di Gran Bretagna: tornò sul Circuito di Silverstone, che aveva già ospitato 17 volte una gara valida per il mondiale di Formula 1. Il Gran Premio d'Austria fu in dubbio sia per le non perfette condizioni di sicurezza della pista sia per le difficoltà per gli organizzatori che venivano penalizzati anche dall'assenza di piloti locali o tedeschi.
Il Race Promoters' Trophy, premio per il gran premio meglio organizzato della stagione, andò al Gran Premio di Las Vegas. Era la seconda volta che il premio veniva attribuito a una gara statunitense, dopo che nel 1976 tale riconoscimento era stato vinto dal GP di Long Beach. Il Circuito del Caesars Palace, lungo 3,650 km, ospitò per la prima volta una gara valida per il mondiale di Formula 1; fu il 46º tracciato diverso nella storia del mondiale, il sesto negli Stati Uniti d'America. Con una sinuosa forma a pettine, che prevedeva 14 curve, non presentava nessun dislivello altimetrico ed era disegnato, di fatto, nel parcheggio dell'albergo da cui traeva il nome. Quasi l'interezza della pista era circondata da alti muri i cemento, posti per ragioni di sicurezza. Gli unici due brevi rettilinei erano posti tra la curva 13 e la 14, e nella zona dei box. Si correva in senso antiorario. Il tracciato venne ufficialmente inaugurato nella mattina del 14 ottobre.

## Modifiche al regolamento

### Regolamento tecnico

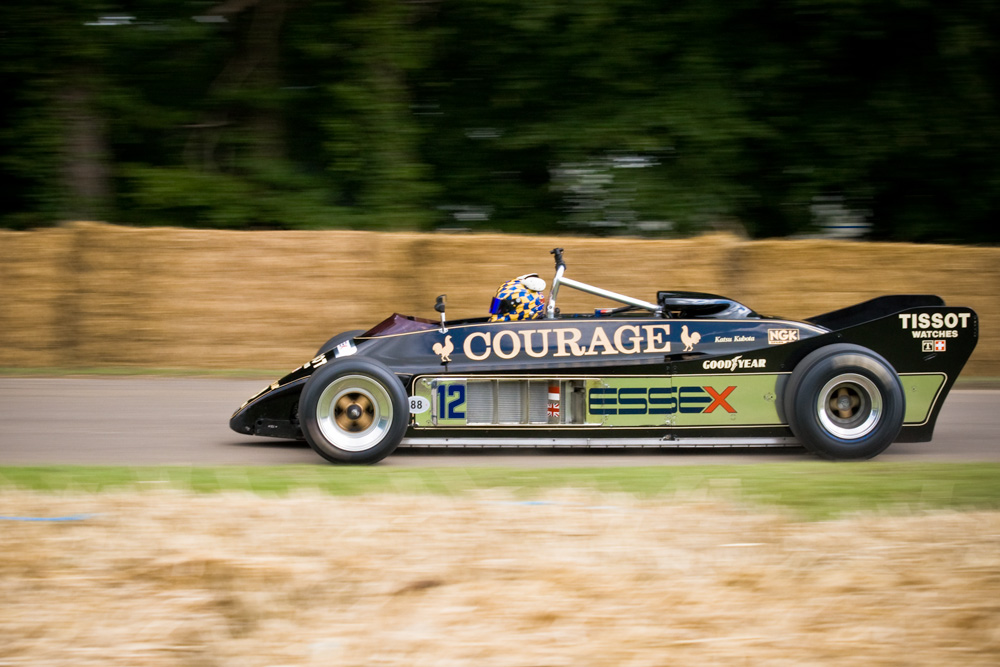
La controversa Lotus 88. Per aggirare il divieto di applicare le "minigonne" sulle vetture Colin Chapman escogitò una vettura a doppio telaio che però venne giudicata non regolamentare.

Il peso minimo delle vetture venne portato da 585 kg a 595 kg; erano state bandite le "minigonne": solo le ruote potevano toccare terra, mentre il resto del telaio doveva stare almeno 6 cm al di sopra del manto stradale. Furono inoltre rese obbligatorie le sospensioni, al fine di evitare che le vetture avessero un assetto rigido.
Venne mantenuta la possibilità di far montare sulle vetture dei motori sovralimentati, mentre le dimensioni della vettura vennero stabiliti in 140 cm per la larghezza della struttura fra due assi, mentre quella massima, stabilita all'esterno delle gomme, scendeva a 215 cm. Gli pneumatici posteriori vennero ridotti in dimensione e presentavano limiti, definiti in pollici, di 23 in diametro e 18 in larghezza, contro le precedenti misure di 26 e 21. Ciò avrebbe dovuto ridurre la velocità di percorrenza in curva delle monoposto. Da questa stagione nessuna vettura poteva avere a disposizione più di 8 pneumatici per turno di qualificazione. Lo sbalzo anteriore della monoposto era di 120 cm e quello posteriore di 80.
Oltre alla riduzione del diametro delle gomme vennero inoltre introdotte delle misure per garantire una maggiore sicurezza del pilota. Venne stabilito infatti di migliorare la protezione anteriore delle vetture, mentre si decise per il 1981 l'introduzione di strutture deformabili.
Al sabato, prima del Gran Premio del Belgio, Jean-Marie Balestre, presidente della Federazione Internazionale Sport Automobilistico annunciò l'accordo per legalizzare definitivamente il correttore d'altezza delle monoposto, montato dalla Brabham BT49C. Ciò dava il via libera anche a tutti i sistemi simili, già sperimentati da altri costruttori.

### Regolamento sportivo
Venne mantenuto il sistema di attribuzione dei punti (9 al primo, 6 al secondo, 4 al terzo, 3 al quarto, 2 al quinto e 1 al sesto) ma venne modificato il sistema degli scarti. Rispetto alle stagioni precedenti in cui il campionato era diviso in due "gironi" di gare con l'obbligo di scartare un certo numero di risultati di ciascun girone, ora i piloti potevano contare i migliori undici risultati sui 15 gran premi della stagione, indipendentemente dal momento del campionato in cui fossero stati ottenuti.

## Riassunto della stagione

### La guerra FISA-FOCA e l'annullamento del Gran Premio del Sudafrica
Dopo le polemiche dell'anno precedente, che avevano portato anche alla invalidazione del Gran Premio di Spagna, i rapporti tra la Federazione Internazionale Sport Automobilistico (FISA) e la Formula One Constructors Association (FOCA) rimasero molto tesi. La FISA decise, nell'ottobre 1980, di ribadire le scelte tecniche che avevano scatenato le proteste della FOCA, tra cui la controversa abolizione delle "minigonne", dispositivo aerodinamico che favoriva le vetture con motore Ford Cosworth DFV rispetto a quelle dotate di motore turbocompresso. Venne deciso di portare il peso massimo delle monoposto a 585 kg, vennero indicate norme per la maggior protezione del pilota, vennero modificate le misure degli pneumatici (con larghezza 18 pollici e diametro 26), e venne decisa la concessione di due "set" di gomme da qualifica a ogni pilota. La FISA ribadì poi il suo consenso all'uso di motori turbo almeno fino al 1986.
L'assemblea della FISA stabilì anche che un Paese che avesse ospitato gare irregolari sarebbe stato privato della licenza per ogni tipo di competizione automobilistica, e le scuderie e i piloti che avessero partecipato a tali gare sarebbero stati sospesi. Questa decisa veniva presa per cercare di scoraggiare il tentativo della FOCA di organizzare un campionato alternativo a quello della FISA. La FOCA, inoltre, decise di citare in giudizio a Parigi la FISA per la sua decisione di vietare le "minigonne", mentre Ecclestone, patron della FOCA, minacciò le scuderie motorizzate dalla Cosworth di bloccare la fornitura di propulsori a quei team che non avessero preso parte al suo campionato alternativo.
Questa situazione di stallo preoccupava gli sponsor della Formula 1 che minacciarono, come nel 1980, di bloccare i loro pagamenti qualore non si fosse giunti a un accordo tra le parti. Il 15 novembre 1980 venne posto come limite per l'iscrizione al campionato mondiale di F1, ma già il 31 ottobre Bernie Ecclestone annunciò ufficialmente la creazione di un campionato alternativo, denominato The World Professional Drivers Championship, gestito dalla The World Federation of Motor Sport (WFMS). Il campionato, con un montepremi di 10 milioni di dollari, di cui uno destinato al pilota campione, prevedeva 15 gare da disputarsi in 12 nazioni differenti. Aveva avuto l'adesione, per il momento, di 12 scuderie, con almeno 23 vetture garantite. I team che avevano accettato l'invito erano Arrows, Brabham, Ensign, Fittipaldi, Ligier, Lotus, McLaren, RAM, Tyrrell e Williams, a cui si aggiunse anche l'ATS. Il regolamento tecnico era simile a quello della Formula 1, mantenendo però le "minigonne", e prevedendo una limitazione della potenza dei motori e una riduzione del volume degli pneumatici. A seguito dell'annuncio Balestre, presidente della FISA, decise di cancellare la riunione programmata con Ecclestone pochi giorni dopo mentre Jody Scheckter, presidente della Grand Prix Drivers' Association, consigliò ai piloti di non aderire alla nuova federazione e rimanere nell'ambito della FISA.
Rimasero fedeli al campionato FISA le scuderie legate ai grandi costruttori automobilistici, dotate di motore turbo, o comunque interessate a questo tipo di propulsore come Alfa Romeo, Ferrari, Renault e la Talbot, che aveva acquistato la Ligier, perciò strappandola al campionato annunciato da Ecclestone. Al campionato FISA, anche per la pressione degli sponsor, s'iscrisse inoltre l'Osella, che disponeva di un motore Ford Cosworth, e la neoentrante scuderia britannica Toleman.
Il 20 novembre la FISA propose una mediazione in sei punti che prevedeva l'abbandono delle azioni legali nei confronti della FOCA, la costituzione di una nuova commissione per la F1, la conferma della stabilità degli attuali regolamenti tecnici per 5 stagioni, il congelamento per due anni dell'articolo del regolamento generale della FIA che consentiva alla FISA di modificare il regolamento tecnico per ragioni di sicurezza, l'accettazione della nomina di un rappresentante dei costruttori negli organi principali della FISA e l'impegno ad annunciare entro il 30 ottobre 1982 il regolamento tecnico per il 1985. La FOCA rispose chiedendo di vedere riammesse le sue scuderie al campionato, concedendo l'abolizione delle minigonne dopo sei mesi. Balestre rifiutò la proposta ma concesse tempo alle iscrizioni al campionato fino al 31 dicembre 1980.
Il 27 novembre la FOCA annunciò di non voler gareggiare nel campionato WFMS, in quanto i contratti con gli organizzatori sarebbero stati firmati dalla FOCA stessa e non dalla nuova organizzazione. In tale modo la FOCA voleva garantirsi la possibilità di far correre le vetture nel campionato FISA ma con il regolamento in vigore al momento della firma degli accordi con gli organizzatori, che prevedeva ancora le "minigonne". Intanto la Goodyear, ai primi di dicembre, annunciò di voler abbandonare la Formula 1 a causa della grave incertezza che gravava sul campionato.
Successivamente Bernie Ecclestone ribadì la volontà delle scuderie legate alla FOCA di partecipare al GP del Sudafrica, previsto per il 7 febbraio, anche se tale prova non fosse stata valida per il campionato mondiale della FISA. Il 19 gennaio vi fu una riunione di molti rappresentanti di scuderia, sia legati alla FOCA che alla FISA, che si tenne a Modena, presso la vecchia sede della Scuderia Ferrari. I costruttori si accordarono per evitare una scissione del campionato. Si decise anche di creare una commissione ristretta che elaborasse una soluzione globale sui regolementi, valida per 4 anni, da proporre alla FISA. Il 30 gennaio si tenne una tavola rotonda a Montecarlo tra la FISA e i costruttori. Jean-Marie Balestre, presidente della FISA, non firmò il pacchetto di proposte dei costruttori, e decise prima di sottoporlo all'analisi di altri dirigenti della Federazione. La Federazione decise così di costituire una commissione ristretta per lo studio di queste proposte. La FOCA, intanto, minacciò di adire le vie legali qualora il Gran Premio del Sudafrica non si fosse svolto regolarmente.
La FISA respinse quanto proposto dai costruttori: per la federazione la richiesta di modificare alcuni contratti chiusi dalla FOCA con alcuni organizzatori di gran premio avrebbe sottoposto la federazione stessa a possibili azioni legali, in base a una decisione del Tribunale di Londra del 17 dicembre 1980, che stabiliva che non potevano essere alterati gli accordi già presi dalla FOCA. La FISA, in pratica, voleva che la FOCA interrompesse ogni possibile azione legale, prima di controfirmare l'accordo trovato a Modena.
La diatriba non fermò però il Gran Premio del Sudafrica, a cui comunque non parteciparono le scuderie più vicine alla FISA come Ferrari, Renault, Alfa Romeo, Osella e Ligier. La FOCA minacciò, in assenza di accordo della FISA, di presentarsi alla seconda gara stagionale, prevista a Long Beach, con vetture ancora dotate di "minigonne".

### Nasce il Patto della Concordia
Il 12 febbraio Ecclestone e Balestre comunicarono via telex ai costruttori come l'accordo fosse vicino. Il 17 febbraio venne rotto, in parte, il fronte delle scuderie vicine alle posizioni della FISA. La Renault e la Ligier affermarono di voler partecipare alla seconda gara stagionale, quella di Long Beach.
Il 4 marzo venne indetta una conferenza stampa a Parigi da parte della FISA, che però saltò per il mancato raggiungimento dell'accordo finale in merito alla composizione della commissione sulla Formula 1, ad alcuni particolari economici e all'assegnazione del Gran Premio di San Marino per quattro stagioni alla pista di Imola. Il giorno seguente venne comunicata la nascita del Patto della Concordia (o "Convenzione della Concordia"), che avrebbe regolato la Formula 1 negli anni a venire, e che tuttora è la base fondante del campionato mondiale. La FISA veniva riconosciuta come l'ente intitolato a determinare il regolamento tecnico della categoria, mentre alla FOCA veniva garantita l'organizzazione finanziaria del campionato.

### Gran Premio degli Stati Uniti-Ovest
Il ferrarista Gilles Villeneuve fece una bella partenza tanto da portarsi subito al comando ma, arrivato alla staccata del Queens Hairpin, scelse male il tempo e andò largo. Riccardo Patrese e le due Williams di Carlos Reutemann e Alan Jones passarono davanti. Villeneuve fu comunque capace di rientrare sul tracciato in quarta posizione, davanti al compagno di scuderia Didier Pironi.
Nel corso della prima parte di gara Patrese guidava su Reutemann con un margine di circa un secondo, mentre Jones era a tre secondi dall'argentino. Nel corso del quarto giro Villeneuve perse due posizioni, venendo scavalcato da Didier Pironi e da Nelson Piquet, a sua volta sorpassato dal francese della Ferrari.
Al giro 17 Piquet ripassò Pironi mentre Villeneuve si ritirò per un guasto alla trasmissione. Al giro 25 Carlos Reutemann prese il comando davanti a Patrese, che un giro dopo tornò ai box a causa di un malfunzionamento del sistema di alimentazione. Rientrato in gara, si ritirò dopo poco: un piccolo pezzo di plastica era caduto nel filtro della benzina, non consentendo un corretto pescaggio del carburante.
Il ritiro di Patrese lasciò Reutemann davanti con tre secondi di vantaggio sul suo compagno di scuderia Jones, che però iniziò subito a limitare lo svantaggio di mezzo secondo a giro. Al giro 32, al momento del doppiaggio di Marc Surer, Reutemann andò largo alla esse prima di Linden Avenue, tanto che Alan Jones passò al comando. In 12 giri, il campione del mondo portò a 10 secondi il margine su Reutemann. Nello stesso tempo l'argentino fu comunque capace di ampliare il margine sul terzo, Nelson Piquet, a 36 secondi. Nello stesso giro Jacques Laffite aveva preso la sesta piazza ad Andretti.
Alla tornata numero 41 Jacques Laffite, cercando di passare Cheever, colpì il retro della Tyrrell, rompendo così il musetto della sua Ligier e danneggiando il cambio sulla vettura dello statunitense. Laffite dovette compiere quasi un intero giro prima di rientrare ai box.
Il ritiro di Laffite non interruppe la battaglia che coinvolgeva Didier Pironi, Eddie Cheever e Mario Andretti per la quarta piazza. Andretti passò Cheever al giro 44, poi al giro 54 anche Pironi, dopo un lungo assalto. Pironi scontava un guaio all'alimentazione tanto che anche Cheever fu capace di passarlo poche tornate dopo. Nel sorpasso tuttavia il pilota della Tyrrell danneggiò ulteriormente il cambio non potendo così più utilizzare la seconda marcia, molto usata sul tracciato californiano.
La gara terminò con la doppietta Williams, con il campione del mondo Alan Jones (era dal 1977 che il campione del mondo in carica non si imponeva nella prima gara della stagione seguente), davanti a Carlos Reutemann, seguiti da Nelson Piquet; quarto giunse Mario Andretti, quinto Eddie Cheever mentre col sesto posto Patrick Tambay, al ritorno in Formula 1 dopo un anno, portò i primi punti iridati alla Theodore Racing.

### Gran Premio del Brasile
L'arrivo della pioggia spinse quasi tutti i piloti a montare gomme da bagnato. Solo Nelson Piquet, Didier Pironi e Siegfried Stohr optarono per gomme slick. Alla partenza Piquet, che aveva ignorato le richieste della Brabham di montare gomme da bagnato, fece pattinare la vettura, venendo passato dalle due Williams. L'errore del brasiliano rallentò Gilles Villeneuve, che venne tamponato da Mario Andretti: la Ferrari, a sua volta, andò a colpire la Renault di René Arnoux. Venne coinvolto anche Chico Serra. Solo Villeneuve fu capace di proseguire la gara.
Carlos Reutemann prese la testa della corsa, seguito da Alan Jones, a sua volta seguito da tre piloti italiani: Riccardo Patrese, Bruno Giacomelli ed Elio De Angelis. La scelta delle gomme lisce penalizzò Piquet, che scese nelle retrovie. Al giro 4 De Angelis passò Giacomelli, mentre al giro 10 Villeneuve fu costretto ai box per cambiare il musetto a causa di un alettone, piegato nell'incidente al via.
Dopo due giri Bruno Giacomelli fu costretto ai box per un malfunzionamento di una bobina. La classifica restava cristallizzata nelle prime tre posizioni poi, dopo De Angelis, si trovavano Keke Rosberg, John Watson e Marc Surer.
Al quattordicesimo giro Watson prese una posizione a Rosberg che, nel giro di poche tornate, scese ancora in classifica, passato anche da Jean-Pierre Jarier e Surer. L'elvetico della Ensign fu autore di una bella gara, che lo portò a passare sia Jarier (al giro 28), che Watson al giro 35 (autore di un'uscita di pista che gli fece perdere diverse posizioni). Un giro dopo Surer fece segnare il giro più veloce della gara, il primo e unico per lui e per la sua scuderia.
Al giro 49 Surer passò anche De Angelis e s'installò al quarto posto, resistendo poi al ritorno di De Angelis, Jarier e Laffite. Intanto, negli ultimi giri, dal box della Williams, venne esposto a Reutemann un cartello che gli chiedeva di lasciare passare Jones: l'argentino però lo ignorò. Al giro 60 Laffite conquistò il sesto posto su Jarier.
La gara venne interrotta al giro 62, un giro prima della conclusione prevista, per il raggiungimento delle due ore di gara. Per Carlos Reutemann fu l'undicesima vittoria nel mondiale. Jones chiuse secondo, terzo Riccardo Patrese e quarto Marc Surer. Per l'Ensign fu il miglior risultato in F1.

### Gran Premio d'Argentina

Il messicano Héctor Rebaque della Brabham fu costretto al ritiro nel corso del GP d'Argentina, al giro 34, mentre era secondo.

Alan Jones scattò e prese subito la testa del gran premio, davanti al poleman Nelson Piquet che però riprese il comando già nel corso del primo giro, all'altezza del Curvon. Il giro seguente Carlos Reutemann passò l'australiano e si portò al secondo posto. Dietro vi erano Riccardo Patrese, René Arnoux e Héctor Rebaque.
Prost s'installò già al terzo giro dietro ai primi tre, seguito da Rebaque, mentre scendevano in classifica sia Patrese che Arnoux. La rimonta di Prost proseguì al giro 5, quando entrò sul podio virtuale, scavalcando Jones; il campione del mondo, nel giro seguente, venne passato anche da Rebaque.
Alain Prost era rallentato da alcune vibrazioni sulla sua monoposto, tanto che Héctor Rebaque salì al terzo posto, dopo undici giri. Dietro i primi quattro vi era ancora Jones, che precedeva René Arnoux, poi John Watson e Riccardo Patrese. Rebaque, al quindicesimo giro, passò anche Reutemann, ponendosi così al secondo posto, dietro al compagno di scuderia Piquet. La gara del pilota messicano s'interruppe dopo 33 giri per un problema elettrico.
Le posizioni di testa rimasero congelate: solo più dietro Patrese riuscì ad entrare in zona punti al giro 35, passando Watson. Il padovano però guidava un'Arrows molto instabile in curva, tanto che venne passato da Elio De Angelis nel 47º giro.
Nelson Piquet vinse così, per la quarta volta in carriera, davanti a Carlos Reutemann, Alain Prost, Alan Jones, René Arnoux e De Angelis. Per Alain Prost si trattò del primo dei 106 podi della sua carriera. Reutemann batté il record di gare a punti consecutive, con una striscia di 13 gran premi, iniziata col Gran Premio del Belgio 1980.

### Gran Premio di San Marino

Michele Alboreto esordì nel mondiale di F1 a Imola con una Tyrrell.

Poco prima dell'inizio della gara la pioggia bagnò il tracciato che così si presentò umido al via. Gilles Villeneuve mantenne il comando, e riuscì a rintuzzare l'attacco di Carlos Reutemann al Tamburello. L'argentino venne però passato da Didier Pironi, autore di una fulminea partenza. Dietro ai primi tre vi erano Alan Jones, Riccardo Patrese, René Arnoux, John Watson, Jacques Laffite e Nelson Piquet. Sempre al Tamburello, il pilota dell'Osella Miguel Ángel Guerra uscì di pista, fratturandosi una gamba.
Al secondo giro Jones ruppe l'alettone anteriore, ma decise di proseguire per un giro, anche se perse diverse posizioni. Al quarto giro decise infine di fermarsi ai box. Al sesto giro Riccardo Patrese passò Reutemann, mentre Watson decise di montare gomme da asciutto: la lunghezza del cambio però lo fece cadere in classifica al ventesimo posto. Il giro seguente Jacques Laffite abbandonò la gara dopo un'uscita di pista, a seguito di un duello con Arnoux. Ora la classifica vedeva davanti sempre le due Ferrari, seguite da Riccardo Patrese, Carlos Reutemann, Nelson Piquet, René Arnoux (che aveva perso la posizione a favore del brasiliano) ed Héctor Rebaque. Rebaque, al giro 9, passò anche lui Arnoux.
Al quindicesimo passaggio Villeneuve decise di passare alle slick; rientrò in pista decimo. Davanti intanto Piquet aveva passato Reutemann, ponendosi terzo, dietro a Pironi e Patrese. La scelta del canadese si rivelò azzardata, tanto che già al 18º giro dovette rimontare gomme da bagnato. Attorno al giro 20 la pioggia fece la sua ricomparsa sul tracciato.
Al giro 22 Nelson Piquet s'installò al secondo posto, dopo aver passato Riccardo Patrese. Nelle retrovie, al giro 29, vi fu un incidente tra Bruno Giacomelli ed Eddie Cheever: i due furono costretti al ritiro quando erano ottavo e nono. La pioggia terminò attorno al giro 30: nello stesso passaggio Andrea De Cesaris occupò il sesto posto, prendendolo ad Arnoux.
La Ferrari di Didier Pironi scontava un problema tecnico: la bandella destra della monoposto si stava staccando e non garantiva più l'effetto suolo. Ciò consentì a Piquet e a Patrese di avvicinarsi al francese. Piquet tentò per più giri di passare il ferrarista finché, al giro 47, lo affiancò alla Variante Alta e si portò al comando. Due giri dopo Pironi dovette cedere anche a Patrese. Più dietro stava rinvenendo Villeneuve, che entrò in zona punti passando prima Arnoux (al giro 45) poi De Cesaris.
Pironi si fece passare anche da Carlos Reutemann, al giro 52, e da Héctor Rebaque, sette giri dopo. Nello stesso giro Villeneuve, anche lui con problemi tecnici, cedette la sesta piazza a De Cesaris.
Nelson Piquet vinse la gara, la sua quinta vittoria nel mondiale, precedendo Riccardo Patrese (primo podio per un pilota italiano in un gran premio iridato corso in Italia dalla vittoria di Ludovico Scarfiotti nel Gran Premio d'Italia 1966) e Carlos Reutemann. Andrea De Cesaris colse il suo primo punto iridato.

### Gran Premio del Belgio
Un comitato di meccanici decise di effettuare un breve blocco della corsa, prima del via, al fine di sensibilizzare il pubblico sulla scarsa sicurezza del loro ambiente di lavoro, a seguito dell'incidente che aveva coinvolto, al venerdì, un loro collega dell'Osella, Giovanni Amadeo, poi deceduto alla domenica sera. I piloti decisero di sostenere la protesta dei meccanici, scesero dalle loro vetture e si posizionarono sulla linea di partenza, assieme agli stessi meccanici. Dopo circa cinque minuti i piloti iniziarono ad abbandonare il presidio per rientrare sulle monoposto, ma ciò portò a una situazione di confusione, con molti piloti che iniziarono il loro giro di formazione mentre altri erano ancora attardati. Questo ritardo nella partenza portò a dei problemi di surriscaldamento per alcune vetture: quella di Carlos Reutemann, e soprattutto quella di Riccardo Patrese dell'Arrows, che fu costretto a spegnere il motore.
Patrese decise di segnalare con le braccia allo starter e agli altri piloti che la sua vettura era spenta; il capo dei meccanici dell'Arrows, Dave Luckett, entrò sulla griglia di partenza per riaccendere il motore della vettura, proprio nel momento in cui veniva dato il semaforo verde della partenza. La vettura di Patrese venne evitata da molte vetture provenienti dalle file successive, ma non dall'altra Arrows di Siegfried Stohr, che colpì alle gambe Luckett.
I soccorsi furono immediati, con anche l'entrata in pista dell'ambulanza. La gara però non venne fermata se non dopo due giri quando Didier Pironi, secondo dietro a Piquet, giunto sulla linea di partenza, ove era rimasta l'Arrows di Stohr, rallentò vistosamente, fermando tutto il gruppo di piloti, e costringendo la direzione di corsa ad esporre la bandiera rossa.
La gara riprese senza le due Arrows. Nella seconda partenza Didier Pironi scattò nuovamente al comando seguito da Carlos Reutemann, Nelson Piquet, John Watson, Alan Jones, Gilles Villeneuve, Jacques Laffite e Keke Rosberg. Già nel corso del secondo passaggio Jones passò Watson mentre Laffite fece lo stesso con Villeneuve.
Reutemann tentò un attacco al giro 10, ma non trovando spazio, venne infilato da Nelson Piquet, e poco dopo anche da Alan Jones. Pironi scontava dei problemi ai freni che lo costrinsero a un'uscita di pista; ciò fu fatale a Watson che venne passato da Laffite.
Al giro 11 Alan Jones tentò un sorpasso su Piquet alla Bolderberg; la Brabham del brasiliano finì fuori pista dopo il contatto con la Williams. Al giro 13 le difficoltà della Ferrari furono troppo evidenti e Pironi venne passato da Jones, Reutemann e Laffite. La classifica perciò vedeva in testa Alan Jones, seguito da Reutemann, Laffite, Pironi, Watson, Villeneuve (con la vettura danneggiata da un cordolo alle molle idropneumatiche, ciò che rendeva non modificabile l'assetto) e Nigel Mansell. L'inglese della Lotus passò prima Villeneuve poi Watson, inserendosi così in quinta posizione.
Dopo venti giri dal via Jones terminò la sua gara con una uscita di pista dovuta a un guasto al cambio. Nello stesso giro vi fu un testacoda per Didier Pironi: ciò fece salire terzo Mansell. Entrava inoltre in zona punti l'altra Lotus, di Elio De Angelis. La classifica restò abbastanza costante per diversi giri.
Al giro 47 Watson, per evitare un contatto col doppiato Marc Surer, ruppe il cambio, spiattellò le gomme, perdendo molte posizioni.
Iniziò a piovere con insistenza e, una volta superati i tre quarti di gara, col regolamento che vietava di cambiare gli pneumatici dopo tale termine, il direttore di gara decise di chiudere la gara, sventolando la bandiera a scacchi al 54º passaggio. Vinse Reutemann, (in quella che fu la sua ultima vittoria iridata), davanti a Jacques Laffite (che stava recuperando terreno) e Nigel Mansell, al suo primo podio e ai suoi primi punti iridati.

### Gran Premio di Monaco

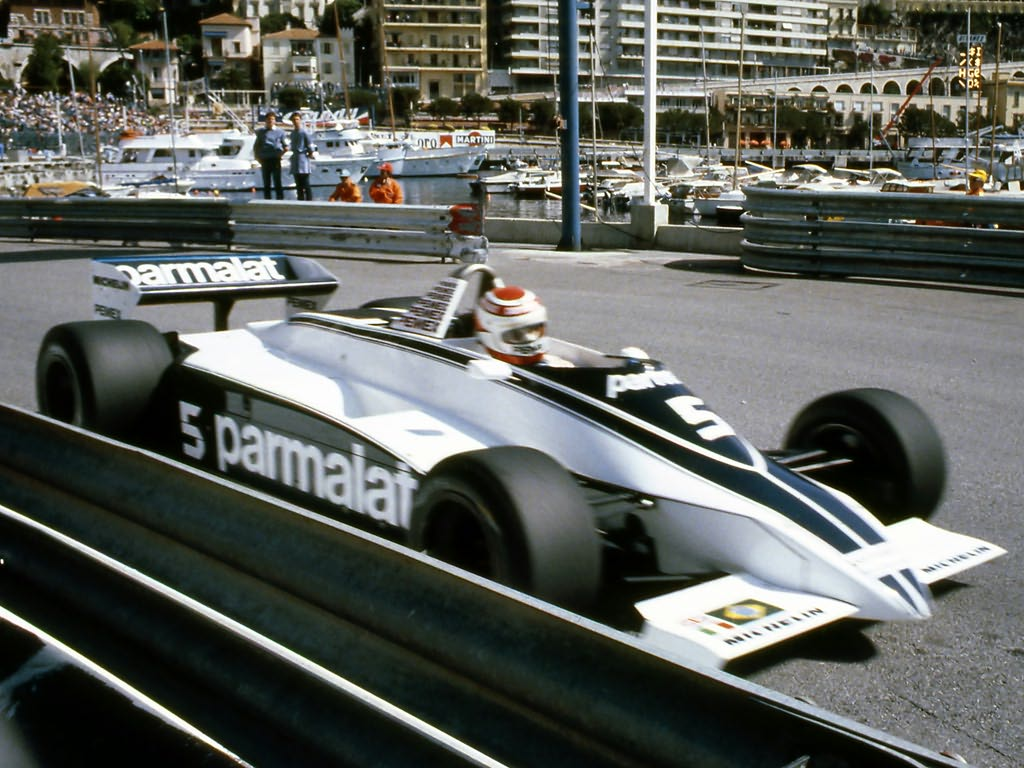
Nelson Piquet ottenne la pole a Monaco ma fu costretto al ritiro dopo 53 giri.

Al via Nelson Piquet scattò in testa: dietro al brasiliano vi erano Gilles Villeneuve, Nigel Mansell, Carlos Reutemann, Alan Jones, Riccardo Patrese e Elio De Angelis.
Al giro 14 quando Mansell ebbe un'indecisione proprio al tornante del Loews, Reutemann lo tamponò nel posteriore, piegando l'ala anteriore. L'argentino rientrò ai box e sprofondò in classifica, mentre l'inglese fu costretto al definitivo ritiro.
Alan Jones passò Villeneuve alla S. Devote nel corso del giro numero 20. Cinque tornate dopo fu il turno di Riccardo Patrese a passare il canadese. Il padovano dell'Arrows si ritirò al giro 29 per un problema al cambio. Al 32º giro si ritirarono il sesto René Arnoux (sbatté contro il guardrail) e Elio De Angelis quarto (motore) e Reutemann (cambio), ma ormai lontano dalla zona punti.
Ora Nelson Piquet guidava su Alan Jones, Gilles Villeneuve più staccato, poi Jacques Laffite e Watson ancora più staccati dal brasiliano. In testa il duello era vivo e proseguì per diversi giri. Al giro 53 Piquet era vicino al doppiaggio di Eddie Cheever e Patrick Tambay. Il primo passò la Theodore al Tabaccaio: Piquet, nel tentativo di passare anche lui, andò a frenare sulla parte più esterna della pista. La Brabham colpì contro il guardrail e il brasiliano fu costretto al ritiro. Nello stesso giro si ritirò per un guasto del motore Watson, che era quinto. Al giro 56 Marc Surer entrò in zona punti, passando Patrick Tambay.
Negli ultimi giri Alan Jones, che scontava problemi di pescaggio del carburante, perse molto tempo; al giro 67 si fermò ai box per un rabbocco di benzina. A quattro giri dal termine Villeneuve, in grande rimonta, lo superò proprio sul traguardo.
Vince così il canadese (alla quinta vittoria in carriera) davanti a Jones, Jacques Laffite, Didier Pironi, Eddie Cheever e Marc Surer ancora a punti con la Ensign. Era del 7 ottobre 1979 (Gran Premio degli Stati Uniti-Est) che una Ferrari non vinceva un gran premio.

### Gran Premio di Spagna
Jacques Laffite, partito dalla pole position, fece scivolare la frizione: in testa andò così Alan Jones seguito da Carlos Reutemann, Gilles Villeneuve, Mario Andretti e Alain Prost. Il francese della Ligier, al termine del primo giro, si trovò solo undicesimo. Alla prima curva vi furono delle toccate che danneggiarono le vetture di Prost, Pironi e Patrese, che però poterono proseguire. All'inizio del secondo giro, al termine del lungo rettilineo, Villeneuve passò Reutemann.
Jones controllò la corsa fino al giro 14 quando, per un'uscita di pista, cedette innumerevoli posizioni ritrovandosi sedicesimo. In testa va Gilles Villeneuve, seguito da Reutemann e Alain Prost, che aveva passato Andretti; chiudevano la zona dei punti Nelson Piquet e John Watson. Al venticinquesimo giro Piquet tentò di passare Andretti, entrambi però finirono fuori pista e vennero così passati da Watson e Laffite, che conquistarono il quarto e quinto posto. Sesto era Piquet, che aveva passato l'italoamericano dell'Alfa Romeo. Quattro giri dopo Prost, terzo, si ritirò per un testacoda. Ora la classifica recitava: Gilles Villeneuve, Carlos Reutemann, John Watson, Jacques Laffite, Nelson Piquet ed Elio De Angelis (che aveva appena passato Andretti).
La classifica per le prime posizioni rimase invariata fino al giro 44 quando anche Nelson Piquet si ritirò per un incidente. Cinque giri dopo Jacques Laffite passò Watson e si poneva all'inseguimento di Reutemann. Al giro 62 l'argentino venne passato sia da Laffite che da Watson. Ora dietro a Villeneuve quindi vi era Laffite, seguito da Watson, Reutemann, le due Lotus e Jones.
Villeneuve riusciva a sfruttare a pieno la potenza del suo turbo allungando sul rettilineo per poi resistere tenacemente nel misto. Si formò un trenino composto da cinque monoposto vicinissime. Il canadese resistette per diversi giri agli assalti di Laffite, vincendo la sesta, e ultima, gara valida per il mondiale di Formula 1 della sua carriera. Il canadese precedette Laffite per 211 millesimi, poi Watson (a podio dopo due stagioni) mentre De Angelis, quinto, fu distanziato di un secondo e 231 millesimi. L'arrivo ricordò quello in volata del Gran Premio d'Italia 1971, con Peter Gethin davanti a altre quattro vetture racchiuse in sei decimi.

### Gran Premio di Francia
Lo starter fece confusione al via: dopo l'accensione del semaforo rosso non attese i 4 secondi minimi previsti dal regolamento ma fece subito scattare la gara. Compreso l'errore, rifece apparire il rosso, seguito subito dopo di nuovo dal verde. Nelson Piquet si è trovato in testa, seguito da John Watson, Alain Prost, Andrea De Cesaris, Gilles Villeneuve, Jacques Laffite. René Arnoux, partito dalla pole, era solo decimo, con la vettura danneggiata all'alettone anteriore, per un contatto al via. Villeneuve conquistò il terzo posto dopo due giri, mentre si faceva largo Carlos Reutemann, che passò prima Mario Andretti, poi Laffite e De Cesaris, ponendosi all'inseguimento del canadese della Ferrari.
Al sesto giro Reutemann superò Villeneuve, che scontava problemi agli pneumatici, superato poco dopo anche dal rimontante Arnoux. La classifica era sempre guidata da Piquet, seguito da Watson, Prost, Reutemann, Arnoux, Villeneuve, De Cesaris e Laffite.
Come a Jarama si formò un trenino dietro a Villeneuve (sesto), con De Cesaris, Laffite, Pironi e De Angelis, tutti vicinissimi. Ne approfittò Héctor Rebaque che già al giro 30 aveva superato De Angelis, Pironi, De Cesaris e Laffite, portandosi subito dietro a Villeneuve. Tre giri dopo Arnoux passò Reutemann mentre il battistrada Nelson Piquet perse il vantaggio su Alain Prost a causa di un guaio sulla gomma anteriore sinistra. Al 42º giro Villeneuve si fermò col motore in panne, mentre al giro 45 René Arnoux venne risuperato da Reutemann.
Al giro 58 iniziò a piovere, quando mancavano solo 2 giri per completare il 75% del GP: il direttore di gara espose la bandiera rossa e sospese la corsa. Il regolamento sportivo prevedeva che, se non fosse stato raggiunto il 75%, ma compiuti più di due giri, una gara sospesa andasse conclusa, con classifica finale data dalla somma dei tempi delle due manche. La situazione però appariva caotica: inizialmente alcuni piloti avevano creduto che la gara fosse terminata, con l'assegnazione di un punteggio dimezzato (come nel Gran Premio d'Austria 1975), tanto da abbandonare le vetture; successivamente circolò l'ipotesi che la gara fosse terminata regolarmente e, infine, venne comunicato che sarebbero stati percorsi i 22 giri che mancavano per il raggiungimento della distanza prevista inizialmente. La pioggia cessò quasi subito: la Michelin fornì ai suoi team gomme soft, utilizzate in prova, in quanto si riteneva che potevano resistere per i 22 giri che restavano, garantendo grande concorrenzialità, visto che la Goodyear non disponeva di gomme a mescola morbida. La classifica al momento dell'interruzione vedeva primo Nelson Piquet, Alain Prost secondo a 6"79, John Watson a 7"28, Carlos Reutemann a 28"13, René Arnoux a 39"10.
Alla seconda partenza, quarantacinque minuti dopo l'interruzione, Prost andò subito in testa seguito da Watson, Arnoux, Piquet, Rebaque, Reutemann e Pironi mentre Laffite usciì di pista dopo un contatto con Reutemann. A metà giro John Watson passò Prost in staccata alla Double Gauche de la Bretelle ma arrivò lungo e viene risuperato.
Piquet dovette cedere poi due posizioni a Reutemann e Pironi, ma l'argentino scontò un calo di motore e precipitò fino al decimo posto. Alain Prost vinse così il suo primo gran premio di Formula 1, davanti a Watson, e Piquet.

### Gran Premio di Gran Bretagna

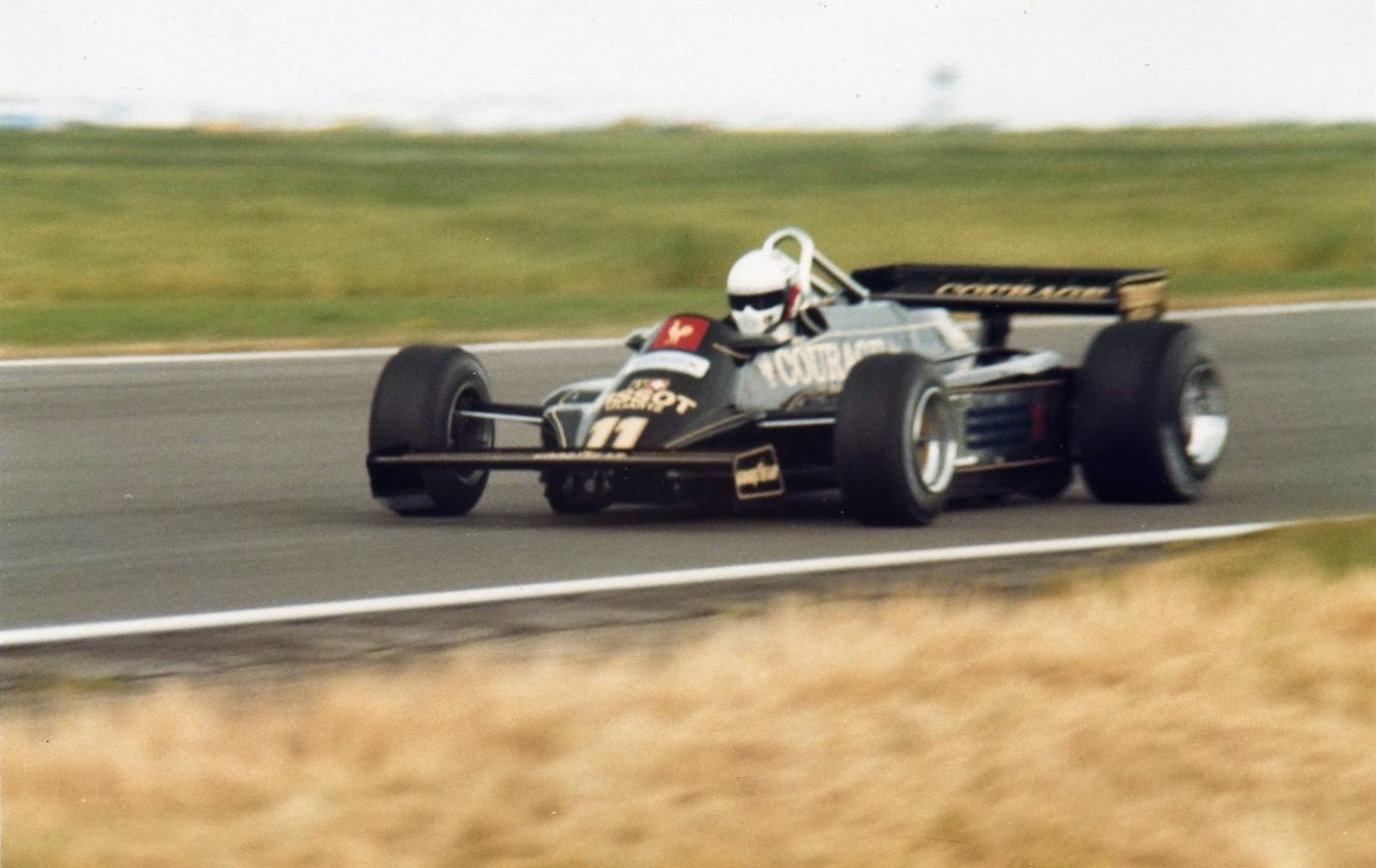
Elio De Angelis, nel GP di Gran Bretagna, venne squalificato, mentre era sesto, per aver effettuato un sorpasso in regime di bandiere gialle.

Alain Prost partì bene e scattò davanti a tutti, seguito da Didier Pironi, René Arnoux, Gilles Villeneuve, Nelson Piquet, John Watson, Andrea De Cesaris, Alan Jones e Carlos Reutemann. Nel primo giro Villeneuve passò Arnoux, Alan Jones fece lo stesso con De Cesaris e Watson. Il giro seguente Arnoux ripassò Villeneuve che perse tempo, nel tentativo di passare Pironi. Un'altra tornata e Arnoux infilò anche Pironi, portandosi all'inseguimento di Alain Prost.
Al giro quattro Villeneuve andò in testacoda alla Woodcote. Alcuni piloti che lo seguivano (Jones, Watson e De Cesaris) cercarono di evitare l'impatto. Jones però non ne fu capace e lo centrò, danneggiando il musetto, De Cesaris uscì di pista e Watson si fermò, ma fu comunque in grado di riprendere con la vettura ancora integra. La Ferrari di Villeneuve era ormai danneggiata e il canadese dovette, poco dopo, ritirarsi, pur tentando di riprendere la via dei box con gli alettoni ormai distrutti. Intanto Nelson Piquet si era portato al terzo posto, dopo aver passato l'altro ferrarista, Pironi.
Nelson Piquet, nel tentativo di passare Arnoux, andò a sbattere violentemente alla curva Becketts, a causa dell'esplosione della gomma anteriore sinistra. Il brasiliano, dolorante agli arti inferiori, venne portato via in ambulanza, ma non subì conseguenze fisiche gravi. Da dietro rinviene Watson che passò Mario Andretti al giro 12, Carlos Reutemann al giro seguente e Didier Pironi, portandosi al terzo posto. Il ferrarista, poco dopo, si ritirò per il guasto del turbo. Ora la gara vedeva al comando le due Renault di Prost e Arnoux, seguite da Watson, Reutemann, Andretti, Patrese, Laffite e De Angelis.
Al diciassettesimo giro la gara cambiò leader: Alain Prost si ritirò, anche lui col propulsore fuori uso. Andò a condurre l'altro pilota della Renault Arnoux. Intanto De Angelis passò Laffite, che venne superato anche da Héctor Rebaque.
Al giro 25 terminò la gara di Elio De Angelis: gli viene esposta bandiera nera per aver superato Jacques Laffite in regime di bandiere gialle. Rebaque scalò così sesto.
La classifica nelle prime posizioni rimase immutata per diversi giri. Al giro 61, a sette dal termine, John Watson conquistò la testa della gara: il turbo della Renault di Arnoux era entrato in crisi, tanto che tre giri dopo Arnoux si ritirò. Poco dopo stessa sorte toccò a Riccardo Patrese che si ritirò con il motore rotto quando era terzo.
Vinse così Watson, seconda vittoria in carriera, cinque anni dopo il primo trionfo (Gran Premio d'Austria 1976); prima vittoria per la McLaren dopo 4 anni (ultima Gran Premio del Giappone 1977), e prima della gestione Ron Dennis. Secondo fu Reutemann, terzo Laffite, poi Eddie Cheever, Héctor Rebaque e Slim Borgudd che conquistò l'unico punto in carriera. Per la sua scuderia, la tedesca ATS furono i primi punti iridati dal GP del Watkins Glen 1979.

### Gran Premio di Germania
Alain Prost scattò in testa davanti a Carlos Reutemann, René Arnoux, Didier Pironi (col ferrarista che già alla prima chicane passò il pilota della Renault) e Alan Jones. Arnoux fu costretto subito ai box per una foratura, dovuta a un contatto con Piquet.
Già al secondo giro Didier Pironi si ritirò per un guasto elettrico sulla sua monoposto. Tre giri dopo Jones, che al quarto passaggio, aveva fatto segnare il miglior giro del gran premio, passò il compagno di scuderia Reutemann. La classifica era sempre guidata da Prost, seguito dalla due Williams, poi Nelson Piquet, Jacques Laffite, Gilles Villeneuve e Patrick Tambay. Al giro 8 Tambay sopravanzò Villeneuve, mentre Jones attaccava, senza successo Prost. Il duello tra i primi due proseguì per diversi giri: ciò permise l'avvicinamento di Nelson Piquet e di Carlos Reutemann.
Villeneuve scontava dei problemi agli pneumatici mentre l'altro pilota della Brabham, Héctor Rebaque, entrò in zona punti al giro 12, dopo il sorpasso su Tambay. Al quindicesimo giro Reutemann riprese il terzo posto, passando Piquet.
Al ventunesimo passaggio Alan Jones sfruttò, all'interno del Motodrom, un malinteso tra Prost e Arnoux (il primo stava doppiando il secondo), e divenne primo. Al giro 27 Piquet riprese nuovamente la terza piazza a Reutemann, che un giro dopo fu costretto al ritiro col motore fuori uso.
Nella parte centrale di gara furono soggetti a problemi tecnici sia Jones che Prost. Il primo scontava dei guai all'alimentazione mentre il francese aveva un guasto al limitatore del turbo. Tra il 37º e il 39º passaggio Piquet non ebbe difficoltà a passarli entrambi e portarsi al primo posto. Jones resistette fino al giro 42, quando si presentò ai box nel tentativo di far riparare la sua vettura. L'australiano riprese la gara ma ormai era sceso al di fuori della zona dei punti.
Nelson Piquet si aggiudicò la gara, davanti a due francesi, Alain Prost e Jacques Laffite.

### Gran Premio d'Austria
Gilles Villeneuve scattò subito al comando grazie alle gomme morbide e infilò le due Renault, partite dalla prima fila; quarto era Laffite, davanti all'altro ferrarista Didier Pironi; seguivano poi Carlos Reutemann, Nelson Piquet e Alan Jones. Già nel corso del primo giro Pironi passò Laffite.
Al secondo giro Prost attaccò Villeneuve alla Hella Licht, il canadese andò lungo, nel tentativo di resistere al transalpino, e finì nella via di fuga, rientrando in pista sesto; dietro lo imitò Reutemann, che venne passato da Piquet e da Jones. Il ferrarista nei giri successivi perse posizioni a favore del duo della Williams e, poco dopo, anche di Riccardo Patrese.
Dopo sei giri Piquet passò Laffite, urtò però un cordolo, danneggiando una minigonna, e poco dopo venne ripassato da Laffite, che sfruttò l'incapacità del brasiliano di sorpassare Pironi, che fungeva da "tappo". Il francese della Ferrari subiva dei problemi che gli pneumatici che gli fecero presto perdere diverse posizioni; inoltre aveva dei dolori alla schiena.
Al decimo giro la classifica vedeva così sempre in testa il duo della Renault Prost-Arnoux, seguito da Jacques Laffite, Nelson Piquet e dall'altro duo della Williams Jones-Reutemann; Pironi era ora solo settimo. Due giri dopo Villeneuve si ritirò per un'uscita di pista.
Al giro 27 finì anche la gara del battistrada Alain Prost che fu costretto all'abbandono con una sospensione fuori uso. Entrava nella zona punti John Watson, autore di un bel recupero, favorito anche dal ritiro di Nigel Mansell.
Al trentasettesimo passaggio Bruno Giacomelli, nelle retrovie, fu costretto al ritiro con la vettura in fiamme. Al giro 39 Laffite passò a condurre, infilando Arnoux alla curva Texaco, sfruttando dei doppiaggi. Negli ultimi giri furono diversi gli abbandoni nelle posizioni di metà classifica per problemi tecnici.
Jacques Laffite vinse così la prima gara dell'anno (quinta in carriera), riportando al trionfo il motore Matra dopo quattro anni (ultima, e unica precedente, affermazione nel Gran Premio di Svezia 1977 sempre con Laffite al volante), e tornando così in lotta per il titolo mondiale. Arnoux fu secondo, terzo Piquet che negli ultimi giri era riuscito a contenere Jones. A punti anche Reutemann e Watson, unici altri piloti a pieni giri.

### Gran Premio d'Olanda

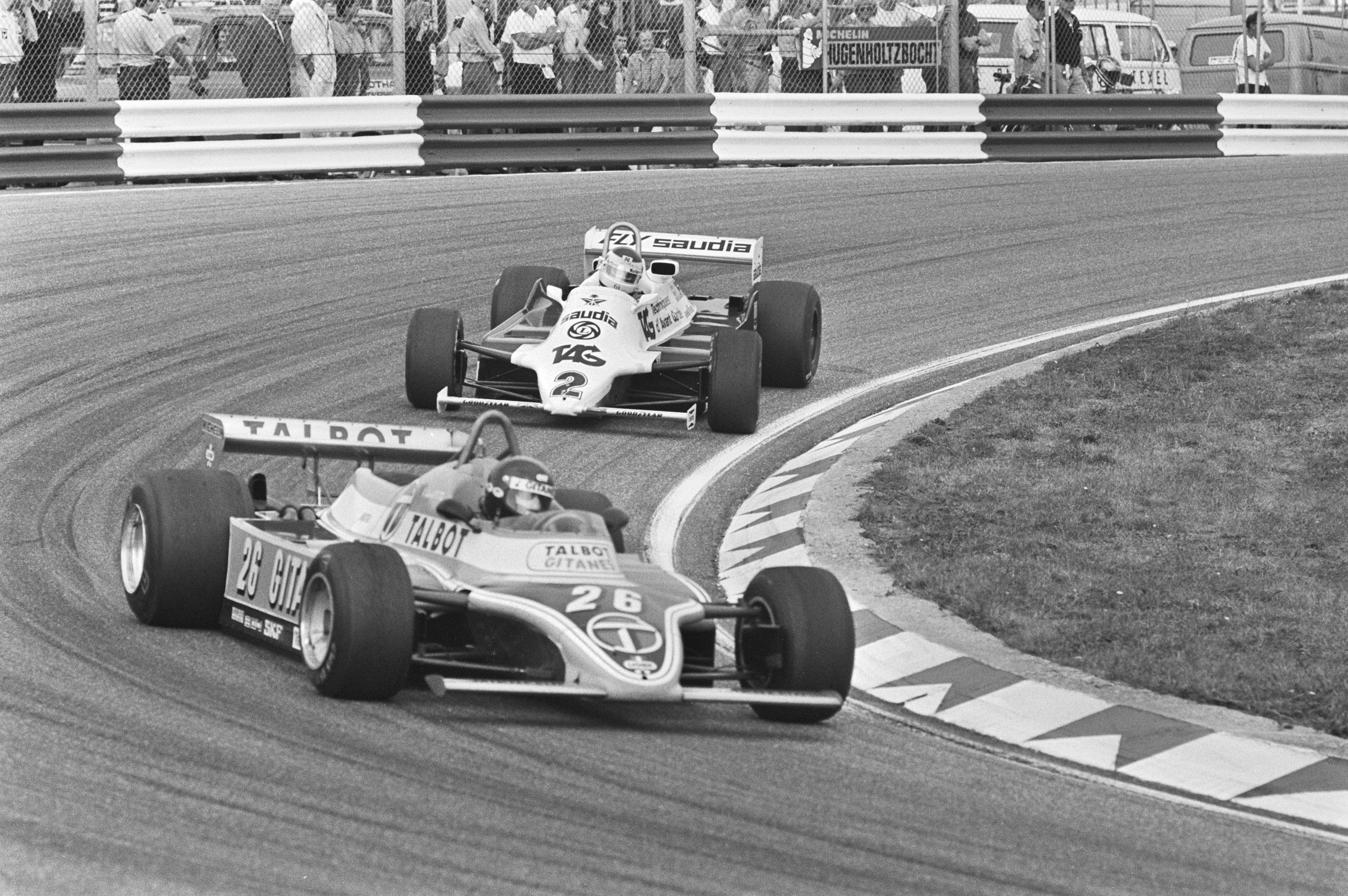
Jacques Laffite davanti a Carlos Reutemann, nel corso del GP d'Olanda.

Alain Prost mantenne il comando della gara in partenza, precedendo René Arnoux, Alan Jones, Nelson Piquet, Jacques Laffite e Carlos Reutemann. Alla partenza vi fu un incidente per Gilles Villeneuve che toccò le vetture di Patrese e Giacomelli, che stavano battagliando fra loro. Villeneuve finì nelle protezioni alla prima curva.
La gara vide il dominio iniziale di Prost, non seguito però dal suo compagno di scuderia che scontò una perdita di potenza del propulsore e fu costretto a cedere diverse posizioni, fino a retrocedere in settima.
Al giro 19 Carlos Reutemann attaccò Jacques Laffite. Alla curva Tarzan l'argentino tentò la staccata ma Laffite non lasciò varchi: i due si toccarono e furono costretti al ritiro. Entrarono in zona punti Héctor Rebaque e Elio De Angelis, mentre settimo era Jean-Pierre Jarier dell'Osella. Pochi giri dopo Jones passò Prost, complice un'indecisione nel corso di un doppiaggio (come successo a Hockenheim), ma subito sul rettilineo principale Prost recuperò la testa della corsa. Da qui in poi il degrado delle coperture eliminò le possibilità di Jones di insidiare ancora Prost. La bella gara di Jarier si interruppe al ventinovesimo giro per un guasto alla trasmissione.
Al cinquantesimo giro si ritirò John Watson a causa di un guasto all'impianto elettrico mentre era quarto dietro a Piquet. Al 56º passaggio Eliseo Salazar passò Marc Surer entrando in zona punti mentre lo svizzero cedette poi anche a Michele Alboreto. Al giro 62 Mario Andretti uscì a 250 km/h senza però riportare danni gravi alla persona. Al giro 68 Nelson Piquet guadagnò ancora una posizione passando Jones, e ponendosi secondo.
Alain Prost vinse il suo secondo gran premio della carriera, precedendo Piquet, Jones, Rebaque, De Angelis e il cileno Salazar. Il primo punto per il pilota dell'Ensign coincide con l'ultimo della sua scuderia nel mondiale.

### Gran Premio d'Italia

Andrea De Cesaris, all'ultimo giro del GP d'Italia, si ritirò per un testacoda, e perse l'opportunità di giungere sesto.

Alain Prost, partito dalla seconda fila, transitò primo alla Variante Goodyear, precedendo il compagno di scuderia René Arnoux, poi Carlos Reutemann, Didier Pironi (partito ottavo), Nelson Piquet, Alan Jones e Jacques Laffite. Già nel primo giro Reutemann passò Arnoux, che venne passato anche da Pironi. Il ferrarista fu poi capace di passare subito Reutemann e porsi in seconda posizione. Piquet era molto lento e venne passato da Jones e Laffite. Il pilota della Ligier passò poi, al secondo giro, Jones. La gara inizialmente fu caratterizzata da una leggera pioggia.
Al quarto giro Arnoux riprese la terza posizione a Reutemann, mentre un giro dopo saltò anche Pironi, riponendosi in seconda posizione, dietro a Prost. Pironi venne poi passato anche da Laffite. Due giri dopo terminò la gara di Gilles Villeneuve per un guasto al turbo, quando era sesto. La classifica vedeva, dietro al duo della Renault, Jacques Laffite, Didier Pironi, Carlos Reutemann, Bruno Giacomelli, Alan Jones e Nelson Piquet. In due giri Reutemann passò Pironi e Laffite, mentre Giacomelli venne saltato da Jones e Piquet.
Al giro 9 Laffite perse una posizione, a favore di Pironi, a causa di una foratura lenta. Un giro dopo i rimontanti Jones e Piquet sorpassarono sul rettilineo d'arrivo sia Laffite che Pironi. Laffite si ritirò al dodicesimo giro.
La pioggia, che scendeva minuta alla Parabolica, tradì Eddie Cheever che andò in testacoda; René Arnoux, per evitare la monoposto dello statunitense, uscì di pista: furono entrambi costretti al forfait. Al giro 13 Jones prese il terzo posto a Carlos Reutemann. Tra il giro 14 e il 16 Giacomelli guadagnò tre posizioni, su Didier Pironi, Nelson Piquet e Reutemann, autore di un errore. L'argentino scalò in basso di 5 piazze. La classifica vedeva primo Alain Prost, seguito da Jones, Giacomelli, Piquet, Pironi e Tambay. Sulla Williams di Reutemann erano montate gomme dure, ciò che rendeva molto difficoltosa la guida. Il pilota della Ligier attaccò con successo prima Pironi poi Piquet. Attorno al giro 19 la pioggia cessò di cadere sulla pista
Il giro 20 fu caratterizzato dal violento botto che vide protagonista John Watson, che sbatté poco dopo la seconda di Lesmo. La vettura si spezzò in due, col motore che finì in mezzo alla pista e venne sfiorato dal sopraggiungente Michele Alboreto. Due giri dopo Piquet passò Pironi mentre al giro 23 Patrick Tambay si ritirò per una foratura e Giacomelli (tornata 26) fu costretto a una sosta per un guasto al cambio. Ora Prost comandava su Jones, Piquet, Pironi e Andretti che però dovette poi rallentare per un surriscaldamento del motore. Al trentatreesimo giro l'italoamericano dovette cedere a Carlos Reutemann.
Reutemann passò Pironi al giro 38, alla Variante della Roggia; tre giri dopo anche Andretti fu costretto all'abbandono della gara. Entrò in zona punti Elio De Angelis. Ancora tre giri e il pilota romano superò Pironi, ponendosi quinto.
A metà dell'ultima tornata cedette il Ford Cosworth DFV di Nelson Piquet mentre il brasiliano era terzo. Alain Prost vinse davanti a Jones (anche lui rallentato alla fine da un problema tecnico), Reutemann, De Angelis e Pironi. Nelson Piquet conquistò un punto grazie a un testacoda di Andrea De Cesaris, anch'esso all'ultimo giro, che consentì al brasiliano di classificarsi nella zona dei punti.

### Gran Premio del Canada
La gara iniziò sotto una forte pioggia. Davanti si posero le due Williams con Alan Jones che resistette al tentativo di sorpasso del suo compagno di scuderia Carlos Reutemann; terzo era Alain Prost, mentre René Arnoux si trovò in mezzo alle due Ferrari che tentavano di passarlo. Villeneuve toccò la Renault che a sua volta tamponò Pironi. Arnoux fu costretto al ritiro, mentre Didier Pironi perse numerose posizioni. Piquet recuperò, già nel corso del primo giro, la seconda posizione, mentre Reutemann, in difficoltà, scese fino al quinto posto, superato anche da Elio De Angelis. In poche tornate l'argentino sprofondò in classifica fino al ventunesimo posto.
Le vetture gommate Michelin sembravano avere un migliore passo: al settimo giro Nelson Piquet passò in testa ma venne presto superato da Alain Prost. Dietro al pilota della Renault rinvennero Jacques Laffite e Gilles Villeneuve. Come Reutemann, anche Jones scese in classifica, lontano dalla zona dei punti, a causa di un testacoda. Dopo dieci giri Prost comandava davanti a Laffite, Villeneuve, John Watson e Nelson Piquet, primo pilota con le Goodyear. Seguivano poi Didier Pironi e le due Lotus.
Al tredicesimo giro Laffite superò Prost all'Epingle. Nei giri successivi Prost venne passato sia da Villeneuve che da Watson. Al 19º giro Pironi passò Piquet e, al 22º giro, anche lui Prost, entrando al quarto posto. La gara del ferrarista s'interruppe al giro 25 per un problema elettrico. Entrava in zona punti Derek Daly della March.
Si fece avanti Bruno Giacomelli (anche lui con gomme Michelin) che prima passò Daly e poi, al giro 36, anche Nelson Piquet. Due giri dopo Watson passò Villeneuve per la terza posizione. Il canadese, nel tentativo di doppiare Elio De Angelis, toccò la vettura del pilota romano, danneggiando ulteriormente l'ala anteriore già danneggiata nell'urto con Arnoux alla partenza.
La pioggia calò d'intensità fino a smettere, tanto da consentire alla pista di asciugarsi. Al quarantanovesimo passaggio Nigel Mansell compì un'escursione fuori pista, danneggiando l'alettone posteriore della sua vettura. Rimesso in pista dai commissari, quando giunse al tornantino, si spostò in traiettoria, non curandosi del sopraggiunto Prost; i due si tamponarono e si ritirarono. Ora la gara vedeva in testa sempre Jacques Laffite seguito da John Watson, Gilles Villeneuve, poi Bruno Giacomelli, Nelson Piquet e Andrea De Cesaris. Quest'ultimo, nel tentativo di passare Piquet, andò in testacoda e fu costretto all'abbandono.
Al giro 54 l'ala anteriore di Villeneuve si ribaltò definitivamente all'indietro. Dopo tre giri in cui il pilota del Cavallino Rampante guidò praticamente senza visuale, l'alettone si staccò completamente, Villeneuve riuscì a giungere terzo, favorito dal fatto che, al raggiungimento delle due ore regolamentari, la gara venne dichiarata conclusa con la vittoria di Jacques Laffite, terza e ultima per una vettura motorizzata dalla Matra.
La Williams-Ford Cosworth, pur senza portare vetture a punti, conquistò il secondo mondiale costruttori della sua storia, dopo quello della stagione precedente.

### Gran Premio di Las Vegas
La partenza del poleman Carlos Reutemann fu disastrosa: venne subito passato da Alan Jones e da Gilles Villeneuve: il canadese attaccò, senza successo l'australiano alla prima curva. Nel corso del primo giro Reutemann si fece passare anche da Alain Prost e da Bruno Giacomelli, scivolando al quinto posto. Dietro vi era John Watson, che precedeva gli altri due contendenti al titolo, Jacques Laffite e Nelson Piquet. L'argentino della Williams era in gravi difficoltà, tanto che venne passato al giro 2 anche da Watson.
Al terzo giro Prost sorpassò Villeneuve in seconda posizione, mentre Reutemann perse un'altra piazza, passato da Laffite. Il francese era il solo tra i tre pretendenti al titolo a ritrovarsi nella zona dei punti, anche se in una posizione ancora non sufficiente per l'iride. Il recupero del pilota della Ligier proseguì il giro successivo, quando passò Watson, ponendosi quinto. Ora, dietro a Jones e Prost si erano formati due trenini: il primo composto da Villeneuve, Giacomelli, Laffite e Watson, il secondo guidato da Reutemann, che precedeva Piquet e Andretti.
Al giro 18, dopo alcuni tentativi infruttuosi, Nelson Piquet prese una posizione a Carlos Reutemann: essendo però fuori dalla zona dei punti questo sorpasso non era sufficiente per consegnargli il titolo. Un giro dopo anche Mario Andretti scavalcò Reutemann. Al ventiduesimo giro la classifica mondiale mutò: Piquet passò Watson e, entrando in zona punti, era ora, virtualmente, campione del mondo. Un giro dopo Laffite si trovò a guadagnare due posizioni; prima passò Bruno Giacomelli, poi si trovò terzo grazie al ritiro di Gilles Villeneuve. Il canadese fu poi squalificato, al termine della gara, per la scorretta posizione di partenza.
Nel medesimo giro Andretti passò Piquet. Ora la classifica vedeva sempre primo Jones, seguito da Prost, Laffite, Giacomelli, Andretti, Piquet, Watson e Reutemann. La classifica del mondiale vedeva Piquet e Reutemann appaiati a 49 punti, con Laffite a sole due lunghezze. Piquet avrebbe il titolo per il più alto numero di vittorie.
Al giro 27 Bruno Giacomelli andò in testacoda, dopo che, due giri prima, Andretti aveva tentato, senza successo di passarlo. Il bresciano dell'Alfa Romeo rientrò in pista decimo.
Due giri dopo Watson si fermò ai box per il cambio degli pneumatici. Rientrò in pista decimo. Così Reutemann rientrò nella zona dei punti, ma Piquet continuava a guidare la temporanea classifica per il mondiale piloti. Un giro dopo fu il turno dell'abbandono di Mario Andretti mentre era quarto.
Al trentaduesimo giro Nigel Mansell passò quinto, superando Carlos Reutemann. L'argentinò riguadagnò una posizione il giro seguente, quando Prost effettuò il suo cambio gomme, rientrando sesto, proprio dietro a Reutemann. Laffite era ora secondo. Prost, con gomme nuove, recuperò presto competitività passando, in poche tornate, sia Reutemann che Mansell, ponendosi quarto.
Al giro 46 Prost passò anche Piquet, mentre Giacomelli, in recupero, prese una posizione a Reutemann. Due giri e Alain Prost si riprese la seconda posizione, scavalcando anche Laffite. Ora Piquet, nella classifica virtuale del mondiale piloti avrebbe avuto 51 punti, contro i 49 di Reutemann e i 47 di Laffite. Quest'ultimo, in crisi di gomme, si fece passare da Piquet poco dopo. La classifica della gara vedeva sempre primo Jones (che aveva doppiato il compagno di team Reutemann), poi Prost, Piquet, Laffite, Mansell, Giacomelli e Reutemann. Laffite, passato anche da Mansell e Giacomelli, al giro 52 andò al cambio gomme. Uscì dai box ottavo, dando addio alle speranze di titolo. Reutemann rientrò nuovamente in zona punti, sesto.
Nigel Mansell passò, sempre nello stesso giro 52, anche Piquet, per la terza posizione. Dietro rinvenne forte Giacomelli che passò sia Piquet che Mansell, agganciando così il terzo posto. Watson passò Reutemann, che così uscì ancora dai primi sei. Intanto Piquet, che sarebbe stato campione del mondo, soffriva per il caldo della giornata ed era esausto.
Watson e Laffite stavano ora minacciando Piquet, che era quinto. Per vincere il titolo il brasiliano doveva giungere almeno sesto, vista la lontananza di Reutemann dalla zona punti, e la impossibilità per Laffite di chiudere primo o secondo.
Le posizioni restarono però congelate con Alan Jones che vinse per la dodicesima (e ultima) volta in carriera, davanti ad Alain Prost, Bruno Giacomelli (che conquistò il suo unico podio nel mondiale e il primo per un'Alfa dal Gran Premio di Spagna 1951), poi Nigel Mansell. Quinto era Nelson Piquet, che aveva resistito agli assalti di Laffite e Watson, e che vinse il suo primo mondiale piloti. Fu il secondo pilota brasiliano a riuscire nell'impresa dopo Emerson Fittipaldi. La Brabham ottenne per la terza volta il titolo piloti dopo le vittorie di Jack Brabham (1966) e di Denny Hulme (1967). Laffite conquistò comunque, all'ultima curva, il sesto posto.
Nel luglio 2021 Mariana Reutemann ha rilasciato un'intervista subito dopo la morte del padre Carlos e sostiene che lui le avrebbe confidato che nella notte dopo le qualifiche e prima della gara qualcuno a sua insaputa avrebbe stravolto l'assetto della sua macchina, peggiorandola sensibilmente e di fatto impedendogli di lottare per il titolo

## Risultati

### Risultati dei gran premi
| Gara | Gran Premio                  | Data         | Circuito       | Pole position     | Giro più veloce   | Pilota vincitore  | Costruttore            | Resoconto |
| ---- | ---------------------------- | ------------ | -------------- | ----------------- | ----------------- | ----------------- | ---------------------- | --------- |
| 1    | Gran Premio degli USA-Ovest  | 15 marzo     | Long Beach     | Riccardo Patrese  | Alan Jones        | Alan Jones        | Williams-Ford Cosworth | Resoconto |
| 2    | Gran Premio del Brasile      | 29 marzo     | Jacarepaguà    | Nelson Piquet     | Marc Surer        | Carlos Reutemann  | Williams-Ford Cosworth | Resoconto |
| 3    | Gran Premio d'Argentina      | 12 aprile    | Buenos Aires   | Nelson Piquet     | Nelson Piquet     | Nelson Piquet     | Brabham-Ford Cosworth  | Resoconto |
| 4    | Gran Premio di San Marino    | 3 maggio     | Imola          | Gilles Villeneuve | Gilles Villeneuve | Nelson Piquet     | Brabham-Ford Cosworth  | Resoconto |
| 5    | Gran Premio del Belgio       | 17 maggio    | Zolder         | Carlos Reutemann  | Carlos Reutemann  | Carlos Reutemann  | Williams-Ford Cosworth | Resoconto |
| 6    | Gran Premio di Monaco        | 31 maggio    | Montecarlo     | Nelson Piquet     | Alan Jones        | Gilles Villeneuve | Ferrari                | Resoconto |
| 7    | Gran Premio di Spagna        | 21 giugno    | Jarama         | Jacques Laffite   | Alan Jones        | Gilles Villeneuve | Ferrari                | Resoconto |
| 8    | Gran Premio di Francia       | 5 luglio     | Digione        | René Arnoux       | Alain Prost       | Alain Prost       | Renault                | Resoconto |
| 9    | Gran Premio di Gran Bretagna | 19 luglio    | Silverstone    | René Arnoux       | René Arnoux       | John Watson       | McLaren- Ford Cosworth | Resoconto |
| 10   | Gran Premio di Germania      | 2 agosto     | Hockenheim     | Alain Prost       | Alan Jones        | Nelson Piquet     | Brabham-Ford Cosworth  | Resoconto |
| 11   | Gran Premio d'Austria        | 16 agosto    | Österreichring | René Arnoux       | Jacques Laffite   | Jacques Laffite   | Ligier-Matra           | Resoconto |
| 12   | Gran Premio d'Olanda         | 30 agosto    | Zandvoort      | Alain Prost       | Alan Jones        | Alain Prost       | Renault                | Resoconto |
| 13   | Gran Premio d'Italia         | 13 settembre | Monza          | René Arnoux       | Carlos Reutemann  | Alain Prost       | Renault                | Resoconto |
| 14   | Gran Premio del Canada       | 27 settembre | Montreal       | Nelson Piquet     | John Watson       | Jacques Laffite   | Ligier-Matra           | Resoconto |
| 15   | Gran Premio di Las Vegas     | 17 ottobre   | Las Vegas      | Carlos Reutemann  | Didier Pironi     | Alan Jones        | Williams-Ford Cosworth | Resoconto |

### Risultati delle qualifiche
| Nº | Pilota                 | USW | BRA | ARG | SMR | BEL | MON | ESP | FRA | GBR | GER | AUT | NED | ITA | CAN | LVS |
| -- | ---------------------- | --- | --- | --- | --- | --- | --- | --- | --- | --- | --- | --- | --- | --- | --- | --- |
| 1  | Alan Jones             | 2   | 3   | 3   | 8   | 6   | 7   | 2   | 9   | 7   | 4   | 6   | 4   | 5   | 3   | 2   |
| 2  | Carlos Reutemann       | 3   | 2   | 4   | 2   | 1   | 4   | 3   | 7   | 9   | 3   | 5   | 5   | 2   | 2   | 1   |
| 3  | Eddie Cheever          | 8   | 14  | 13  | 19  | 8   | 15  | 20  | 19  | 23  | 18  | NQ  | 22  | 17  | 14  | 19  |
| 4  | Kevin Cogan            | NQ  |     |     |     |     |     |     |     |     |     |     |     |     |     |     |
| 4  | Ricardo Zunino         |     | 24  | 24  |     |     |     |     |     |     |     |     |     |     |     |     |
| 4  | Michele Alboreto       |     |     |     | 17  | 19  | 20  | NQ  | 23  | 19  | NQ  | 22  | 25  | 22  | 22  | 17  |
| 5  | Nelson Piquet          | 4   | 1   | 1   | 5   | 2   | 1   | 9   | 4   | 3   | 6   | 7   | 3   | 6   | 1   | 4   |
| 6  | Héctor Rebaque         | 15  | 11  | 6   | 13  | 21  | NQ  | 18  | 15  | 13  | 16  | 15  | 15  | 14  | 6   | 16  |
| 7  | John Watson            | 23  | 15  | 11  | 7   | 5   | 10  | 4   | 2   | 5   | 9   | 12  | 8   | 7   | 9   | 6   |
| 8  | Andrea De Cesaris      | 22  | 20  | 18  | 14  | 23  | 11  | 14  | 5   | 6   | 10  | 18  | 13  | 16  | 13  | 14  |
| 9  | Jan Lammers            | 21  | NQ  | 23  | NQ  |     |     |     |     |     |     |     |     |     |     |     |
| 9  | Slim Borgudd           |     |     |     |     | NQ  | NPQ | NQ  | NQ  | 21  | 20  | 21  | 23  | 21  | 21  | NQ  |
| 10 | Slim Borgudd           |     |     |     | 24  |     |     |     |     |     |     |     |     |     |     |     |
| 11 | Nigel Mansell          | 7   | 13  | 15  |     | 10  | 3   | 11  | 13  | NQ  | 15  | 11  | 17  | 12  | 5   | 9   |
| 12 | Elio De Angelis        | 13  | 10  | 10  |     | 14  | 6   | 10  | 8   | 22  | 14  | 9   | 9   | 11  | 7   | 15  |
| 14 | Marc Surer             | 19  | 18  | 16  | 21  | 15  | 19  |     |     |     |     |     |     |     |     |     |
| 14 | Eliseo Salazar         |     |     |     |     |     |     | 24  | 22  | NQ  | 23  | 20  | 24  | 24  | 24  | 24  |
| 15 | Alain Prost            | 14  | 5   | 2   | 4   | 12  | 9   | 5   | 3   | 2   | 1   | 2   | 1   | 3   | 4   | 5   |
| 16 | René Arnoux            | 20  | 8   | 5   | 3   | 25  | 13  | 17  | 1   | 1   | 2   | 1   | 2   | 1   | 8   | 13  |
| 17 | Derek Daly             | NQ  | NQ  | NQ  |     |     |     | 22  | 20  | 17  | 21  | 19  | 19  | 19  | 20  | NQ  |
| 17 | Eliseo Salazar         |     |     |     | 23  | NQ  | NPQ |     |     |     |     |     |     |     |     |     |
| 18 | Eliseo Salazar         | NQ  | NQ  | NQ  |     |     |     |     |     |     |     |     |     |     |     |     |
| 18 | Derek Daly             |     |     |     | NQ  | NQ  | NPQ |     |     |     |     |     |     |     |     |     |
| 20 | Keke Rosberg           | 16  | 12  | 8   | 15  | 11  | NQ  | 15  | 17  | 16  | NQ  |     | NQ  | NQ  | NQ  | 20  |
| 21 | Chico Serra            | 18  | 22  | 20  | NQ  | 20  | NQ  | 21  | 24  | NQ  | NQ  |     | NQ  | NQ  | NQ  | NQ  |
| 22 | Mario Andretti         | 6   | 9   | 17  | 12  | 18  | 12  | 8   | 10  | 11  | 12  | 13  | 7   | 13  | 16  | 10  |
| 23 | Bruno Giacomelli       | 9   | 6   | 22  | 11  | 17  | 18  | 6   | 12  | 12  | 19  | 16  | 14  | 10  | 15  | 8   |
| 25 | Jean-Pierre Jarier     | 10  | 23  |     |     |     |     |     |     |     |     |     |     |     |     |     |
| 25 | Jean-Pierre Jabouille  |     |     | NQ  | 18  | 16  | NQ  | 19  |     |     |     |     |     |     |     |     |
| 25 | Patrick Tambay         |     |     |     |     |     |     |     | 16  | 15  | 11  | 17  | 11  | 15  | 17  | 7   |
| 26 | Jacques Laffite        | 12  | 16  | 21  | 10  | 9   | 8   | 1   | 6   | 14  | 7   | 4   | 6   | 4   | 10  | 12  |
| 27 | Gilles Villeneuve      | 5   | 7   | 7   | 1   | 7   | 2   | 7   | 11  | 8   | 8   | 3   | 16  | 9   | 11  | 3   |
| 28 | Didier Pironi          | 11  | 17  | 12  | 6   | 3   | 17  | 13  | 14  | 4   | 5   | 8   | 12  | 8   | 12  | 18  |
| 29 | Riccardo Patrese       | 1   | 4   | 9   | 9   | 4   | 5   | 12  | 18  | 10  | 13  | 10  | 10  | 20  | 18  | 11  |
| 30 | Siegfried Stohr        | NQ  | 21  | 19  | NQ  | 13  | 14  | 23  | NQ  | 18  | 24  | 24  | 21  | NQ  |     |     |
| 30 | Jacques Villeneuve Sr. |     |     |     |     |     |     |     |     |     |     |     |     |     | NQ  | NQ  |
| 31 | Miguel Ángel Guerra    | NQ  | NQ  | NQ  | 22  |     |     |     |     |     |     |     |     |     |     |     |
| 31 | Piercarlo Ghinzani     |     |     |     |     | 24  |     |     |     |     |     |     |     |     |     |     |
| 31 | Beppe Gabbiani         |     |     |     |     |     | NQ  | NQ  | NQ  | NQ  | NQ  | NQ  | NQ  | NQ  | NQ  | NQ  |
| 32 | Beppe Gabbiani         | 24  | NQ  | NQ  | 20  | 22  |     |     |     |     |     |     |     |     |     |     |
| 32 | Piercarlo Ghinzani     |     |     |     |     |     | NQ  |     |     |     |     |     |     |     |     |     |
| 32 | Giorgio Francia        |     |     |     |     |     |     | NQ  |     |     |     |     |     |     |     |     |
| 32 | Jean-Pierre Jarier     |     |     |     |     |     |     |     |     | 20  | 17  | 14  | 18  | 18  | 23  | 21  |
| 33 | Patrick Tambay         | 17  | 19  | 14  | 16  | NQ  | 16  | 16  |     |     |     |     |     |     |     |     |
| 33 | Marc Surer             |     |     |     |     |     |     |     | 21  | 24  | 22  | 23  | 20  | NQ  | 19  | 23  |
| 35 | Brian Henton           |     |     |     | NQ  | NQ  | NPQ | NQ  | NQ  | NQ  | NQ  | NQ  | NQ  | 23  | NQ  | NQ  |
| 36 | Derek Warwick          |     |     |     | NQ  | NQ  | NPQ | NQ  | NQ  | NQ  | NQ  | NQ  | NQ  | NQ  | NQ  | 22  |
| Nº | Pilota                 | USW | BRA | ARG | SMR | BEL | MON | ESP | FRA | GBR | GER | AUT | NED | ITA | CAN | LVS |

## Classifiche

### Classifica Piloti
I punti erano attribuiti con il seguente metodo: 9 al primo classificato, 6 al secondo, 4 al terzo, 3 al quarto, 2 al quinto e 1 al sesto. Per l'assegnazione del Campionato erano validi gli 11 migliori risultati, indipendentemente da quando erano colti. Nessun pilota si trovò nella condizione di dover scartare dei punti.
| Pos. | Pilota                 |     |     |     |     |     |     |     |     |     |     |     |     |     |     |     | Punti |
| ---- | ---------------------- | --- | --- | --- | --- | --- | --- | --- | --- | --- | --- | --- | --- | --- | --- | --- | ----- |
| 1    | Nelson Piquet          | 3   | 12  | 1   | 1   | Rit | Rit | Rit | 3   | Rit | 1   | 3   | 2   | 6*  | 5   | 5   | 50    |
| 2    | Carlos Reutemann       | 2   | 1   | 2   | 3   | 1   | Rit | 4   | 10  | 2   | Rit | 5   | Rit | 3   | 10  | 8   | 49    |
| 3    | Alan Jones             | 1   | 2   | 4   | 12  | Rit | 2   | 7   | 17  | Rit | 11  | 4   | 3   | 2   | Rit | 1   | 46    |
| 4    | Jacques Laffite        | Rit | 6   | Rit | Rit | 2   | 3   | 2   | Rit | 3   | 3   | 1   | Rit | Rit | 1   | 6   | 44    |
| 5    | Alain Prost            | Rit | Rit | 3   | Rit | Rit | Rit | Rit | 1   | Rit | 2   | Rit | 1   | 1   | Rit | 2   | 43    |
| 6    | John Watson            | Rit | 8   | Rit | 10  | 7   | Rit | 3   | 2   | 1   | 6   | 6   | Rit | Rit | 2   | 7   | 27    |
| 7    | Gilles Villeneuve      | Rit | Rit | Rit | 7   | 4   | 1   | 1   | Rit | Rit | 10  | Rit | Rit | Rit | 3   | SQ  | 25    |
| 8    | Elio De Angelis        | Rit | 5   | 6   | WD  | 5   | Rit | 5   | 6   | SQ  | 7   | 7   | 5   | 4   | 6   | Rit | 14    |
| 9    | René Arnoux            | 8   | Rit | 5   | 8   | NQ  | Rit | 9   | 4   | 9*  | 13  | 2   | Rit | Rit | Rit | Rit | 11    |
| 10   | Héctor Rebaque         | Rit | Rit | Rit | 4   | Rit | NQ  | Rit | 9   | 5   | 4   | Rit | 4   | Rit | Rit | Rit | 11    |
| 11   | Riccardo Patrese       | Rit | 3   | 7   | 2   | Rit | Rit | Rit | 14  | 10* | Rit | Rit | Rit | Rit | Rit | 11  | 10    |
| 12   | Eddie Cheever          | 5   | NC  | Rit | Rit | 6   | 5   | NC  | 13  | 4   | 5   | NQ  | Rit | Rit | 12* | Rit | 10    |
| 13   | Didier Pironi          | Rit | Rit | Rit | 5   | 8   | 4   | 15  | 5   | Rit | Rit | 9   | Rit | 5   | Rit | 9   | 9     |
| 14   | Nigel Mansell          | Rit | 11  | Rit | WD  | 3   | Rit | 6   | 7   | NQ  | Rit | Rit | Rit | Rit | Rit | 4   | 8     |
| 15   | Bruno Giacomelli       | Rit | NC  | 10* | Rit | 9   | Rit | 10  | 15  | Rit | 15  | Rit | Rit | 8   | 4   | 3   | 7     |
| 16   | Marc Surer             | Rit | 4   | Rit | 9   | 11  | 6   |     | 12  | 11* | 14* | Rit | 8   | NQ  | 9   | Rit | 4     |
| 17   | Mario Andretti         | 4   | Rit | 8   | Rit | 10  | Rit | 8   | 8   | Rit | 9   | Rit | Rit | Rit | 7   | Rit | 3     |
| 18   | Andrea De Cesaris      | Rit | Rit | 11  | 6   | Rit | Rit | Rit | 11  | Rit | Rit | 8   | NP  | 7*  | Rit | 12  | 1     |
| 19   | Patrick Tambay         | 6   | 10  | Rit | 11  | NQ  | 7   | 13  | Rit | Rit | Rit | Rit | Rit | Rit | Rit | Rit | 1     |
| 20   | Slim Borgudd           |     |     |     | 13  | NQ  | NQ  | NQ  | NQ  | 6   | Rit | Rit | 10  | Rit | Rit | NQ  | 1     |
| 21   | Eliseo Salazar         | NQ  | NQ  | NQ  | Rit | NQ  | NQ  | 14  | Rit | NQ  | NC  | Rit | 6   | Rit | Rit | NC  | 1     |
| -    | Jean-Pierre Jarier     | Rit | 7   |     |     |     |     |     |     | 8   | 8   | 10  | Rit | 9   | Rit | Rit | 0     |
| -    | Derek Daly             | NQ  | NQ  | NQ  | NQ  | NQ  | NQ  | 16  | Rit | 7   | Rit | 11  | Rit | Rit | 8   | NQ  | 0     |
| -    | Siegfried Stohr        | NQ  | Rit | 9   | NQ  | Rit | Rit | Rit | NQ  | Rit | 12  | Rit | 7   | NQ  |     |     | 0     |
| -    | Chico Serra            | 7   | Rit | Rit | NQ  | Rit | NQ  | 11  | NP  | NQ  | NQ  | NA  | NQ  | NQ  | NQ  | NQ  | 0     |
| -    | Keke Rosberg           | Rit | 9   | Rit | Rit | Rit | NQ  | 12  | Rit | Rit | NQ  | NA  | NQ  | NQ  | NQ  | 10  | 0     |
| -    | Michele Alboreto       |     |     |     | Rit | 12  | Rit | NQ  | 16  | Rit | NQ  | Rit | 9*  | Rit | 11  | 13* | 0     |
| -    | Brian Henton           |     |     |     | NQ  | NQ  | NQ  | NQ  | NQ  | NQ  | NQ  | NQ  | NQ  | 10  | NQ  | NQ  | 0     |
| -    | Jan Lammers            | Rit | NQ  | 12  | Rit |     |     |     |     |     |     |     |     |     |     |     | 0     |
| -    | Ricardo Zunino         |     | 13  | 13  |     |     |     |     |     |     |     |     |     |     |     |     | 0     |
| -    | Piercarlo Ghinzani     |     |     |     |     | 13  | NQ  |     |     |     |     |     |     |     |     |     | 0     |
| -    | Beppe Gabbiani         | Rit | NQ  | NQ  | Rit | Rit | NQ  | NQ  | NQ  | NQ  | NQ  | NQ  | NQ  | NQ  | NQ  | NQ  | 0     |
| -    | Jean-Pierre Jabouille  |     |     | NQ  | NC  | Rit | NQ  | Rit |     |     |     |     |     |     |     |     | 0     |
| -    | Derek Warwick          |     |     |     | NQ  | NQ  | NQ  | NQ  | NQ  | NQ  | NQ  | NQ  | NQ  | NQ  | NQ  | Rit | 0     |
| -    | Miguel Ángel Guerra    | NQ  | NQ  | NQ  | Rit |     |     |     | INF |     |     |     |     |     |     |     | 0     |
| -    | Jacques Villeneuve Sr. |     |     |     |     |     |     |     |     |     |     |     |     |     | NQ  | NQ  | 0     |
| -    | Kevin Cogan            | NQ  |     |     |     |     |     |     |     |     |     |     |     |     |     |     | 0     |
| -    | Giorgio Francia        |     |     |     |     | ES  |     | NQ  |     |     |     |     |     |     |     |     | 0     |
| -    | Ricardo Londoño        |     | ES  |     |     |     |     |     |     |     |     |     |     |     |     |     | 0     |
| -    | Emilio de Villota      |     |     |     |     |     |     | ES  |     |     |     |     |     |     |     |     | 0     |
| Pos. | Pilota                 |     |     |     |     |     |     |     |     |     |     |     |     |     |     |     | Punti |

| Legenda | 1º posto     | 2º posto | 3º posto    | A punti         | Senza punti/Non class.  | Grassetto – Pole position Corsivo – Giro più veloce |
| Legenda | Squalificato | Ritirato | Non partito | Non qualificato | Solo prove/Terzo pilota | Grassetto – Pole position Corsivo – Giro più veloce |

* Indica quei piloti che non hanno terminato la gara ma sono ugualmente classificati avendo coperto, come previsto dal regolamento, almeno il 90% della distanza totale.

### Classifica Costruttori
Vengono sommati i punti delle prime due vetture al traguardo. Non vi sono scarti.
| Pos. | Costruttore              | Pilota        | USW | BRA | ARG | SMR | BEL | MON | ESP | FRA | GBR | GER | AUT | NED | ITA | CAN | LVS | Punti |
| ---- | ------------------------ | ------------- | --- | --- | --- | --- | --- | --- | --- | --- | --- | --- | --- | --- | --- | --- | --- | ----- |
| 1    | Williams-Ford Cosworth   | Jones         | 1   | 2   | 4   | 12  | Rit | 2   | 7   | 17  | Rit | 11  | 4   | 3   | 2   | Rit | 1   | 95    |
| 1    | Williams-Ford Cosworth   | Reutemann     | 2   | 1   | 2   | 3   | 1   | Rit | 4   | 10  | 2   | Rit | 5   | Rit | 3   | 10  | 8   | 95    |
| 1    | Williams-Ford Cosworth   | de Villota    |     |     |     |     |     |     | ES  |     |     |     |     |     |     |     |     | 95    |
| 2    | Brabham-Ford Cosworth    | Piquet        | 3   | 12  | 1   | 1   | Rit | Rit | Rit | 3   | Rit | 1   | 3   | 2   | 6*  | 5   | 5   | 61    |
| 2    | Brabham-Ford Cosworth    | Rebaque       | Rit | Rit | Rit | 4   | Rit | NQ  | Rit | 9   | 5   | 4   | Rit | 4   | Rit | Rit | Rit | 61    |
| 3    | Renault                  | Prost         | Rit | Rit | 3   | Rit | Rit | Rit | Rit | 1   | Rit | 2   | Rit | 1   | 1   | Rit | 2   | 54    |
| 3    | Renault                  | Arnoux        | 8   | Rit | 5   | 8   | NQ  | Rit | 9   | 4   | 9 * | 13  | 2   | Rit | Rit | Rit | Rit | 54    |
| 4    | Ligier-Matra             | Jarier        | Rit | 7   |     |     |     |     |     |     |     |     |     |     |     |     |     | 44    |
| 4    | Ligier-Matra             | Jabouille     |     |     | NQ  | NC  | Rit | NQ  | Rit |     |     |     |     |     |     |     |     | 44    |
| 4    | Ligier-Matra             | Tambay        |     |     |     |     |     |     |     | Rit | Rit | Rit | Rit | Rit | Rit | Rit | Rit | 44    |
| 4    | Ligier-Matra             | Laffite       | Rit | 6   | Rit | Rit | 2   | 3   | 2   | Rit | 3   | 3   | 1   | Rit | Rit | 1   | 6   | 44    |
| 5    | Ferrari                  | G. Villeneuve | Rit | Rit | Rit | 7   | 4   | 1   | 1   | Rit | Rit | 10  | Rit | Rit | Rit | 3   | SQ  | 34    |
| 5    | Ferrari                  | Pironi        | Rit | Rit | Rit | 5   | 8   | 4   | 15  | 5   | Rit | Rit | 9   | Rit | 5   | Rit | 9   | 34    |
| 6    | McLaren-Ford Cosworth    | Watson        | Rit | 8   | Rit | 10  | 7   | Rit | 3   | 2   | 1   | 6   | 6   | Rit | Rit | 2   | 7   | 28    |
| 6    | McLaren-Ford Cosworth    | De Cesaris    | Rit | Rit | 11  | 6   | Rit | Rit | Rit | 11  | Rit | Rit | 8   | NP  | 7*  | Rit | 12  | 28    |
| 7    | Lotus-Ford Cosworth      | De Angelis    | Rit | 5   | 6   | WD  | 5   | Rit | 5   | 6   | SQ  | 7   | 7   | 5   | 4   | 6   | Rit | 22    |
| 7    | Lotus-Ford Cosworth      | Mansell       | Rit | 11  | Rit | WD  | 3   | Rit | 6   | 7   | NQ  | Rit | Rit | Rit | Rit | Rit | 4   | 22    |
| 8    | Arrows-Ford Cosworth     | Patrese       | Rit | 3   | 7   | 2   | Rit | Rit | Rit | 14  | 10* | Rit | Rit | Rit | Rit | Rit | 11  | 10    |
| 8    | Arrows-Ford Cosworth     | Stohr         | NQ  | Rit | 9   | NQ  | Rit | Rit | Rit | NQ  | Rit | 12  | Rit | 7   | NQ  |     |     | 10    |
| 8    | Arrows-Ford Cosworth     | J. Villeneuve |     |     |     |     |     |     |     |     |     |     |     |     |     | NQ  | NQ  | 10    |
| 9    | Alfa Romeo               | Andretti      | 4   | Rit | 8   | Rit | 10  | Rit | 8   | 8   | Rit | 9   | Rit | Rit | Rit | 7   | Rit | 10    |
| 9    | Alfa Romeo               | Giacomelli    | Rit | NC  | 10* | Rit | 9   | Rit | 10  | 15  | Rit | 15  | Rit | Rit | 8   | 4   | 3   | 10    |
| 9    | Alfa Romeo               | Baldi         |     |     |     |     |     |     |     |     |     |     |     |     | NA  |     |     | 10    |
| 10   | Tyrrell-Ford Cosworth    | Cheever       | 5   | NC  | Rit | Rit | 6   | 5   | NC  | 13  | 4   | 5   | NQ  | Rit | Rit | 12* | Rit | 10    |
| 10   | Tyrrell-Ford Cosworth    | Cogan         | NQ  |     |     |     |     |     |     |     |     |     |     |     |     |     |     | 10    |
| 10   | Tyrrell-Ford Cosworth    | Zunino        |     | 13  | 13  |     |     |     |     |     |     |     |     |     |     |     |     | 10    |
| 10   | Tyrrell-Ford Cosworth    | Alboreto      |     |     |     | Rit | 12  | Rit | NQ  | 16  | Rit | NQ  | Rit | 9*  | Rit | 11  | 13* | 10    |
| 11   | Ensign-Ford Cosworth     | Surer         | Rit | 4   | Rit | 9   | 11  | 6   |     |     |     |     |     |     |     |     |     | 5     |
| 11   | Ensign-Ford Cosworth     | Londoño       |     | ES  |     |     |     |     |     |     |     |     |     |     |     |     |     | 5     |
| 11   | Ensign-Ford Cosworth     | Salazar       |     |     |     |     |     |     |     | Rit | NQ  | NC  | Rit | 6   | Rit | Rit | NC  | 5     |
| 12   | Theodore-Ford Cosworth   | Tambay        | 6   | 10  | Rit | 11  | NQ  | 7   | 13  |     |     |     |     |     |     |     |     | 1     |
| 12   | Theodore-Ford Cosworth   | Surer         |     |     |     |     |     |     |     | 12  | 11* | 14* | Rit | 8   | NQ  | 9   | Rit | 1     |
| 13   | ATS-Ford Cosworth        | Lammers       | Rit | NQ  | 12  | Rit |     |     |     |     |     |     |     |     |     |     |     | 1     |
| 13   | ATS-Ford Cosworth        | Borgudd       |     |     |     | 13  | NQ  | NQ  | NQ  | NQ  | 6   | Rit | Rit | 10  | Rit | Rit | NQ  | 1     |
| —    | March-Ford Cosworth      | Daly          | NQ  | NQ  | NQ  | NQ  | NQ  | NPQ | 16  | Rit | 7   | Rit | 11  | Rit | Rit | 8   | NQ  | 0     |
| —    | March-Ford Cosworth      | Salazar       | NQ  | NQ  | NQ  | Rit | NQ  | NPQ |     |     |     |     |     |     |     |     |     | 0     |
| —    | Fittipaldi-Ford Cosworth | Rosberg       | Rit | 9   | Rit | Rit | Rit | NQ  | 12  | Rit | Rit | NQ  | WD  | NQ  | NQ  | NQ  | 10  | 0     |
| —    | Fittipaldi-Ford Cosworth | Serra         | 7   | Rit | Rit | NQ  | Rit | NQ  | 11  | NP  | NQ  | NQ  | WD  | NQ  | NQ  | NQ  | NQ  | 0     |
| —    | Osella-Ford Cosworth     | Guerra        | NQ  | NQ  | NQ  | Rit |     |     |     | INF |     |     |     |     |     |     |     | 0     |
| —    | Osella-Ford Cosworth     | Gabbiani      | Rit | NQ  | NQ  | Rit | Rit | NQ  | NQ  | NQ  | NQ  | NQ  | NQ  | NQ  | NQ  | NQ  | NQ  | 0     |
| —    | Osella-Ford Cosworth     | Ghinzani      |     |     |     |     | 13  | NQ  |     |     |     |     |     |     |     |     |     | 0     |
| —    | Osella-Ford Cosworth     | Francia       |     |     |     |     | ES  |     | NQ  |     |     |     |     |     |     |     |     | 0     |
| —    | Osella-Ford Cosworth     | Jarier        |     |     |     |     |     |     |     |     | 8   | 8   | 10  | Rit | 9   | Rit | Rit | 0     |
| —    | Toleman-Hart             | Henton        |     |     |     | NQ  | NQ  | NPQ | NQ  | NQ  | NQ  | NQ  | NQ  | NQ  | 10  | NQ  | NQ  | 0     |
| —    | Toleman-Hart             | Warwick       |     |     |     | NQ  | NQ  | NPQ | NQ  | NQ  | NQ  | NQ  | NQ  | NQ  | NQ  | NQ  | Rit | 0     |
| Pos. | Costruttore              | Pilota        | USW | BRA | ARG | SMR | BEL | MON | ESP | FRA | GBR | GER | AUT | NED | ITA | CAN | LVS | Punti |

* Indica quei piloti che non hanno terminato la gara ma sono ugualmente classificati avendo coperto, come previsto dal regolamento, almeno il 90% della distanza totale.

## Gara non valida per il Mondiale
La stagione non prevedeva gare che non sarebbero state valide per il mondiale. Le vicissitudini della Guerra FISA-FOCA fecero poi non considerare valido per il campionato il Gran Premio del Sudafrica. Nella stagione non si disputò la Formula Aurora. L'Australian Drivers' Championship, denominato Australian Formula 1 Championship, aperto per la stagione a vetture della Formula 1 australiana, venne vinto da Alfredo Costanzo, al volante di una McLaren M26, vecchia vettura di Formula 1, rielaborata e presentata come vettura di Formula 5000.
| Gara | Gran Premio               | Data       | Circuito | Pole Position | GPV              | Vincitore        | Costruttore            | Resoconto |
| ---- | ------------------------- | ---------- | -------- | ------------- | ---------------- | ---------------- | ---------------------- | --------- |
| 1    | Gran Premio del Sudafrica | 7 febbraio | Kyalami  | Nelson Piquet | Carlos Reutemann | Carlos Reutemann | Williams-Ford Cosworth | Resoconto |